# Liste de jeux Nintendo DS
La liste de jeux Nintendo DS répertorie les jeux vidéo disponibles sur la console Nintendo DS toutes régions et tous modèles confondus.
Remarques :
- Par souci de cohérence avec le reste de Wikipédia en français, il est utile de mettre les appellations françaises si le jeu possède un titre francophone.
- Pour les jeux dématérialisés, voir également les pages Liste de jeux DSiWare.

Légende :
- ° = également disponible en téléchargement sur le DSiWare

- Haut – A
- B
- C
- D
- E
- F
- G
- H
- I
- J
- K
- L
- M
- N
- O
- P
- Q
- R
- S
- T
- U
- V
- W
- X
- Y
- Z

## 0-9
- 007: Quantum of Solace
- 1 contre 100
- 1 vs. 100
- 13-Sai no Hello Work DS
- 18 Jeux de cartes
- 18 Classic Card Games
- 100 Classic Games
- 100 Kiri Golf DS
- 100 livres classiques
- 1001 Fun Games
- 101-in-1 Games
- 101-in-1 Sports Megamix
- 1000 Bornes
- 1000 Recette de cuisine avec Elle à Table
- 1001 Crosswords
- 1500DS Spirits Vol. 1: Mahjong
- 1500DS Spirits Vol. 2: Shogi
- 1500DS Spirits Vol. 3: Block Kuzushi
- 1500DS Spirits Vol. 4: Reversi
- 1500DS Spirits Vol. 5: Hanafuda
- 1500DS Spirits Vol. 6: Trump
- 1500DS Spirits Vol. 7: Chess
- 1500DS Spirits Vol. 8: Darts
- 1500DS Spirits Vol. 9: Futari-uchi Mahjong
- 1500DS Spirits Vol. 10: Igo
- 1500DS Spirits: Mahjong V
- 1500DS Spirits: Shogi V
- 200-Mannin no KanKen: Tokoton Kanji Nō
- 250 Mannin no Kanken Premium - Zenkyū Zen-Kanji Kanzen Seiha
- 3 in 1: Solitaire, Mahjong and Tangram
- 4 Elements°
- 4 Elements II
- 42 Jeux indémodables°
- 50 Classic Games
- 50 More Classic Games
- 5-Kyū kara 1-Kyū Kanzen Taiō: Saishin Kako Mondai - 2-Ji Shiken Taisaku - Eiken Kanzenban
- 7 Wonders II°
- 7 Wonders of the Ancient World
- 7 Wonders: Treasures of Seven
- 700-Banjin no Atama o Yokusuru: Chō Keisan DS - 13000-Mon + Image Keisan
- 7th Dragon
- 8Ball Allstars
- 99 no Namida
- 999: Nine Hours, Nine Persons, Nine Doors

## A
- À la croisée des mondes : La Boussole d'or
- À prendre ou à laisser
- A Witch's Tale
- Accro'mots
- Ace Attorney Investigations: Miles Edgeworth
- Actionloop
- Active Health with Carol Vorderman
- Actua Pool
- Adi l'entraîneur : CE1-CE2 - Mathématiques / Français
- Adi l'entraîneur : CM1-CM2 - Mathématiques / Français
- Adi l'entraîneur : 6ème-5ème - Mathématiques / Français
- Adi l'entraîneur : Objectif anglais
- Adibou : Je joue avec les lettres et les nombres
- Adibou : Je joue à lire et à compter
- Adibou Aventure : J'explore le corps humain
- Advance Wars: Dark Conflict°
- Advance Wars: Dual Strike
- Adventure Time: Hey Ice King! Why'd You Steal Our Garbage?!!
- Adventures of Pinocchio
- AFL Mascot Manor
- Again
- Agatha Christie: The ABC Murders
- Âge de glace 2, L'
- Âge de glace 3, L' : Le Temps des dinosaures
- Âge de glace 4, L' : La Dérive des continents - Jeux de l'Arctique
- Age of Empires: Mythologies
- Age of Empires: The Age of Kings
- Aibō DS
- Air Traffic Controller
- Akagawa Jirō Mystery: Tsuki no Hikari
- Akagawa Jirō Mystery: Yasōkyoku - Hon ni Manekareta Satsujin
- Akai Ito DS
- Akai Ito Destiny DS
- Akko de Pon! Ikasama Hōrōki
- Akko ni Omakase! Brain Shock
- Akogare Girls Collection: Lovely Yōchien Nikki
- Akogare Girls Collection: Mister Donut DS
- Akogare Girls Collection: Ohanaya-San Monogatari
- Akogare Girls Collection: Pika Pika Nurse Monogatari
- Akogare Girls Collection: Suteki ni Nurse Days
- ALC no 10-Punkan Eigo Master: Chūkyū
- ALC no 10-Punkan Eigo Master: Jōkyū
- ALC no 10-Punkan Eigo Master: Shokyū
- Alex Rider: Stormbreaker
- Alexandra Ledermann
- Alexandra Ledermann 2 : Mon aventure au haras
- Alexandra Ledermann : Aventures au camp d'été
- Alexandra Ledermann : Le Mystère des chevaux sauvages
- Alice au pays des merveilles
- Alien Bazar : Mission Crétinus
- Aliens: Infestation
- All Kamen Rider: Rider Generation
- All Kamen Rider: Rider Generation 2
- All Star 5-A-Side Football
- All Star Cheer Squad
- Allez raconte !
- Allied Ace Pilots
- Alpha et Oméga
- Alvin et les Chipmunks
- Alvin et les Chipmunks 2
- Alvin et les Chipmunks 3
- Aly and AJ Adventure, The
- Amazing Adventures: The Forgotten Ruins
- Amazing Spider-Man, The
- American Dragon: Jake Long - Attack of the Dark Dragon
- American Girl: Julie Finds a Way
- American Girl: Kit Mystery Challenge!
- America's Next Top Model (2009)
- America's Test Kitchen: Let's Get Cooking
- AMF Bowling Pinbusters!
- ANA Original GotōKentei DS
- Anan Kanshū: Onna Dikara Kinkyū Up! DS
- Anata Dake no Private Lesson - DS de Hajimeru - Tipness no Yoga
- Angel Cat Sugar
- Angelique Duet
- Animal Crossing: Wild World
- Animal Genius : Le Grand quiz des animaux
- Animal Paradise
- Animal Paradise Wild
- Animal Planet: Emergency Vets
- Animal Planet: Vet Life
- Animaniacs: Lights, Camera, Action!
- Ankh : La Malédiction du Roi Scarabée
- Anno 1701
- Anno : Créez votre monde
- Anone DS
- Another Code : Mémoires doubles
- Another Time Another Leaf: Kagami no Naka no Tantei
- Anpanman to Asobo: ABC Kyōshitsu
- Anpanman to Asobo: Aiueo Kyōshitsu
- Anpanman to Asobu: Aiueo Kyōshitsu DX
- Anpanman to Touch de Waku Waku Training
- Ant Nation
- Ao-Don DS: Hanabi no Goku and Hanabi no Takumi
- Apathy: Narugami Gakuen Toshi Densetsu Tantei Kyoku
- Apollo Justice: Ace Attorney
- Appare! Shogi Jiisan
- Apprends avec Pokémon : À la conquête du clavier
- Apprenti sorcier, L'
- Aqua Panic!
- Aquarium by DS
- Arabians Lost
- Aranuri: Badachingudeulkkwa hamkke Mandeuneun Sesang
- Arashi no Yoruni
- Arasuji de Kitaeru Sokumimi no Susume DS
- Arasuji de Oboeru Sokudoku no Susume DS
- Arc de Manabu! TOEIC Test Hajimete Hen
- Arc de Minitsuku! TOEIC Test Bunpō Tokkun Hen
- Arc de Minitsuku! TOEIC Test Listening Kyōka Hen
- Arctic Tale
- Are You Smarter Than a 5th Grader?
- Are You Smarter Than a 5th Grader? Back to School
- Are You Smarter Than a 5th Grader? Game Time
- Are You Smarter Than a 5th Grader? Make the Grade
- A-Ressha de Ikō DS
- A-Ressha de Ikō DS: Navigation Pack
- Arkanoid DS
- Army Men: Soldiers of Misfortune
- Art Academy°
- Art of Murder : Les Cartes du destin
- Arthur et les Minimoys
- Arthur et la Vengeance de Maltazard
- ASH: Archaic Sealed Heat
- Asoberu Eigo: Word Magic DS
- Asonde Igo ga Sara ni Tsuyokunaru: Ginsei Igo DS Chūkyūhen
- Asonde Igo ga Tsuyoku naru!! Ginsei Igo DS
- Asonde Shogi ga Tsuyoku naru!! Ginsei Shogi DS
- Asphalt: Urban GT
- Asphalt: Urban GT 2
- Assassin's Creed: Altaïr's Chronicles
- Assassin's Creed II: Discovery
- Astérix aux Jeux olympiques
- Astérix et Obélix XXL 2 : Mission Ouifix
- Asterix : Drôles d'exercices !
- Astérix : Ils sont fous ces Romains !
- Astro Boy: The Video Game
- Astro Invaders
- Astrology
- Astrology DS: The Stars in your Hands
- Atama de Do! Kotenko Kotenko
- Atama ga Yoku Naru - The Me no Training
- Atama no Kaiten no Training: Rubik's Cube and Chō Yūmei Puzzle Tachi
- Atama o Kitaete Asobu Taisen Yajirushi Puzzle: Puppyinu Vector One
- Atari Greatest Hits: Volume 1
- Atari Greatest Hits: Volume 2
- Atelier Annie: Alchemists of Sera Island
- Atsumare! Power Pro Kun no DS Kōshien
- ATV Quad Frenzy
- ATV Quad Kings°
- ATV Thunder Ridge Riders / Monster Trucks Mayhem
- ATV Wild Ride
- Au pays des PooYoos : Activités d'éveil
- Avalon Code
- Avatar, le dernier maître de l'air
- Avatar, le dernier maître de l'air : Le Royaume de la Terre en feu
- Avatar: The Legend of Aang - Into the Inferno
- Aventures de May, L': L'Étrange Disparition
- Aventures de T'choupi à l'école, Les
- Away: Shuffle Dungeon

## B
- B Team: Metal Cartoon Squad°
- B-17: Fortress in the Sky
- B-Units: Build it!
- Baby Life
- Babysitting Mania
- Bachelor, The: The Videogame
- Back at the Barnyard: Slop Bucket Games
- Backyard Baseball '09
- Backyard Baseball '10
- Backyard Basketball
- Backyard Football
- Backyard Football 2009
- Backyard Hockey
- Backyard Sports: Rookie Rush
- Backyard Sports: Sandlot Sluggers
- Backyardigans, The
- Bae Yong-joon to Manabu Kankokugo DS
- Bakegyamon: Ayakashi Fighting
- Baken DS
- Bakudan Shori-Han, The
- Bakugan Battle Brawlers
- Bakugan Battle Brawlers: Battle Trainer
- Bakugan Battle Brawlers : Les Protecteurs de la Terre
- Bakugan: Rise of the Resistance
- Bakuman: Mangaka e no Michi
- Bakumatsu Renka: Shinsengumi DS
- Bakushow
- Bakusō Dekotora Densetsu Black
- Balloon Pop
- Balls of Fury
- Band Hero
- Bangai-O Spirits
- Barbie au bal des douze princesses
- Barbie cavalière : Stage d'équitation
- Barbie Dreamhouse Party
- Barbie et le Salon de beauté des chiens
- Barbie et les Trois Mousquetaires
- Barbie, princesse de l'Île merveilleuse
- Barbie : Star de la mode
- Barbie styliste : Défile de mode
- Barnyard Blast: Swine of the Night
- Bartender DS
- Batman : L'Alliance des héros
- Battle Spirits: Digital Starter
- Battle vs. Chess
- Battles of Prince of Persia
- Battleship
- Battleship / Connect Four / Sorry! / Trouble
- Beastly: Frantic Foto
- Beat City
- Beat the Intro
- Bébé Academy
- Bee Game, The
- Bee Movie, le jeu
- Beetle Junior DS
- Bejeweled 3
- Bejeweled Twist°
- Bella Sara
- Ben 10: Alien Force - Vilgax Attacks
- Ben 10: Alien Force
- Ben 10: Galactic Racing
- Ben 10: Omniverse
- Ben 10: Protector of Earth
- Ben 10: Ultimate Alien - Cosmic Destruction
- Benjamin the Elephant: A Day at the Zoo
- Berlitz English Dictionary
- Bermuda Triangle: Saving the Coral
- Bescherelle pratique, Le
- Best Friends Tonight
- Best of Board Games DS
- Best of Card Games DS
- Best of Tests DS
- Betty Boop's Double Shift
- Beyblade: Metal Fusion
- Beyblade: Metal Masters
- Bibi and Tina: The Great Hunt
- Bibi Blocksberg: Neustadt im Hex-Chaos
- Bien-être du visage°
- Bienvenue chez les Ch'tis, le jeu
- Bienvenue chez les Robinson
- Big Bang Mini
- Big Deal, The
- Big Mutha Truckers
- Big Time Rush: Backstage Pass
- Bigfoot: Collision Course
- Biggest Loser, The
- Bigs 2, The
- Biker Mice from Mars
- Bikkuriman Daijiten
- Billiard Action
- Bionicle Heroes
- Biz Nōryoku DS Series: Wagokoro no Moto
- Biz Nōryoku Series: Miryoku Kaikaku
- Biz Taiken DS Series: Kigyōdō Inshoku
- Black Cat: Kuroneko no Concerto
- Black Jack: Hi no Tori Hen
- Black Sigil: Blade of the Exiled
- Blades of Thunder II
- Blazer Drive
- Bleach DS 4th: Flame Bringer
- Bleach: Dark Souls
- Bleach: The 3rd Phantom
- Bleach: The Blade of Fate
- Blend-it
- Blood Bowl
- Blood of Bahamut
- Blood Stone 007
- Blue Dragon Plus
- Blue Dragon: Awakened Shadow
- Bob l'éponge : Boating Bash
- Bob l'éponge : Bulle en Atlantide
- Bob l'éponge : La Créature du crabe croustillant
- Bob l'éponge : Dessine ton héros
- Bob l'éponge : Friture en folie !
- Bob l'éponge : Super Vengeur !
- Bob l'éponge : Surf and Skate Roadtrip
- Bob l'éponge : Truth or Square
- Bob l'éponge : La Vengeance robotique de Plankton
- Bob l'éponge et ses amis : Attaque sur l'île du volcan
- Bob l'éponge et ses amis : L'Ultime Alliance
- Bob l'éponge et ses amis : Un pour tous, tous pour un !
- Bob l'éponge et ses amis contre les robots-jouets
- Bob le bricoleur : On s'amuse comme des fous
- Boing! Docomodake DS
- Bōken-Ō Beet: Vandel vs. Busters
- Bokura no Telebi Game Kentei: Pikotto! Udedameshi
- Bomberman
- Bomberman 2
- Bomberman Land Touch!
- Bomberman Land Touch! 2
- Bomberman Story DS
- Boogie
- Bookworm°
- Boshi Techō DS with 'Aka-chan Massage'
- Boulder Dash: ROCKS!
- Boule et Bill : Vive les vacances !
- Brain Assist
- Brain Boost: Beta Wave
- Brain Boost: Gamma Wave
- Brain Buster: Puzzle Pak
- Brain Quest Grades 3 and 4
- Brain Quest Grades 5 and 6
- Brain Voyage
- Brainstorm Series: Treasure Chase
- Bratz 4 Real
- Bratz Kidz: Pyjama Party
- Bratz: Ponyz
- Bratz: Ponyz 2
- Bratz: Fashion Boutique
- Bratz: Forever Diamondz
- Bratz: Girlz Really Rock!
- Bratz: Super Babyz
- Brave: Shaman's Challenge
- Brave Story
- Bravissi-Mots
- Break 'Em All
- Breath: Toiki wa Akaneiro
- Brico utile
- Bridge Training
- Brothers in Arms DS
- Bubble Bobble Double Shot
- Bubble Bobble Revolution
- Bubble Guppies
- Buffy contre les vampires : Sacrifice
- Build-A-Bear Workshop
- Build-A-Bear Workshop: Welcome to Hugsville
- Burger Bot
- Burger Island
- Burnout Legends
- Business Ryoku Kentei DS
- Bust-A-Move DS
- Busy Scissors

## C
- C'est pas sorcier : Les Fabuleux défis de Fred et Jamy
- Cabela's Dangerous Hunts 2011
- Cahier de vacances pour adultes
- Cahier de vacances pour adultes 2
- Cake Mania
- Cake Mania 2: Jill's Next Adventure!
- Cake Mania 3
- Cake Mania: Main Street
- Call of Atlantis
- Call of Duty 4: Modern Warfare
- Call of Duty: Black Ops
- Call of Duty: Modern Warfare - Mobilized
- Call of Duty: Modern Warfare 3 - Defiance
- Call of Duty: World at War
- Calvin Tucker's Redneck: Farm Animals Racing Tournament
- Camp Rock : Le Face à face
- Candace Kane's Candy Factory
- Captain America : Super Soldat
- Captain Morgane et la Tortue d'or
- Captain Tsubasa: New Kick Off
- Card de Asobu! Hajimete no DS
- Card Game 9
- Carnival : Fête foraine
- Carnival : Fête foraine - Nouvelles Attractions
- Cars : Quatre Roues
- Cars 2
- Cars : La Coupe internationale de Martin
- Cars: Race-O-Rama
- Carte au trésor, La : Le Jeu vidéo officiel
- Cartoon Network Racing
- Casper à l'école des fantômes : Chahut dans la classe
- Casper : L'École de la peur - La Terrifiante Journée de sport
- Castlevania: Dawn of Sorrow
- Castlevania: Order of Ecclesia
- Castlevania: Portrait of Ruin
- Casual Classics
- Casual Mania
- Catan: Die Erste Insel
- Cate West : Les Affaires non classées
- Cats Academy
- Catz
- Cauchemar de Garfield, Le
- Cave du Temps
- Cédric : L'Anniversaire de Chen
- Center Shiken: Eigo Listening Sokushū DS
- Cérébral Challenge°
- Cérébrale Académie
- Cesar Millan's Dog Whisperer
- Chainz Galaxy
- Challenge Me Kids: Brain Games
- Challenge Me Kids: Brain Trainer
- Challenge Me: Brain Puzzles
- Challenge Me: Brain Puzzles 2
- Challenge Me: Math Workout
- Challenge Me: Word Puzzles
- Championship Pony
- Chaotic: Shadow Warriors
- Chara-Chenko
- Charlotte aux fraises : Le Gâteau des quatre saisons
- Charlotte aux fraises : Les Jeux de Fraisi-Paradis
- Charm Girls Club: My Fashion Mall
- Charm Girls Club: My Fashion Show
- Charm Girls Club: My Perfect Prom
- Chase, The: Felix Meets Felicity
- Chasseurs de dragons
- Chat potté, Le
- Cheer We Go
- Cheetah Girls, The: Passport to Stardom
- Cheetah Girls, The: Pop Star Sensations
- Chess
- Chessmaster: The Art of Learning
- Chevaliers de Baphomet, Les : The Director's Cut
- Chevrolet Camaro: Wild Ride
- Chi's Sweet Home: Chi ga Ōchi ni Yatte Kita!
- Chibi Maruko-Chan DS: Maru-Chan no Machi
- Chibi-Robo! Park Patrol
- Chicken Blaster
- Chicken Hunter
- Chicken Hunter: Jewel of Darkness
- Chicken Little : Aventures intergalactiques
- Chicken Shoot
- Chikyū no Arukikata DS - France-Hen
- Chikyū no Arukikata DS - Hawaii-Hen
- Chikyū no Arukikata DS - Italia-Hen
- Chikyū no Arukikata DS - New York-Hen
- Chikyū no Arukikata DS - Taiwan-Hen
- Chikyū no Arukikata DS - Thai-Hen
- Children of Mana
- Chimpanzés de l'espace, Les
- Chishiki-Ōu Series: Train Master
- Chō Gekijōban Keroro Gunsō 3: Tenkū Daibōken de Arimasu!
- Chō Gekijōban Keroro Gunsō: Enshū Dayo! Zenin Shūgō
- Chō Gekijōban Keroro Gunsō: Gekishin Dragon Warriors de Arimasu!
- Chō Kantan Boki Nyūmon DS
- Chō Kowai Hanashi DS: Ao no Shō
- Chō Meisaku Suiri Adventure DS: Raymond Chandler Gensaku - Saraba Ai Shiki Onna Yo
- Chō Sōjū Mecha MG
- Chō-Dangan, The!! Custom Sensha
- Chō!! Nep League DS
- Choco Ken no Dekitate Sweets Wagon
- Choco Ken no Omise: Patisserie and Sweets Shop Game
- Chocobo to Mahō no Ehon: Majo to Shōjo to Go-nin no Yūsha
- Chocolatier
- Chokkan! Asonde Relaxuma
- Chotto-Aima no Colpile DS
- Chronicles of Mystery : L'Arbre de vie
- Chronicles of Mystery : La Malédiction du temple ancestral
- Chroniques de Spiderwick, Les
- Chrono Trigger
- Chronos Twins°
- Chrysler Classic Racing
- Chubaw Desuyo! Kyōshō Recipe Shū
- Chuck E. Cheese's Game Room
- Chuck E. Cheese's Party Games
- Chuck E. Cheese's Playhouse
- Chungjeon! Hanguginui Sangsingnyeok DS
- Chūgaku Eitango Target 1800 DS
- Chūkana Janshi Tenhoo Painyan Remix
- Ciao Dream Touch! Happy Anniversary
- Cid to Chocobo no Fushigi na Dungeon: Toki Wasure no Meikyū +
- Cinnamon Ball: Kurukuru Sweets Paradise
- Cinnamoroll: Ohanashi shiyo! - Kira Kira DE Kore Cafe
- Cinq Légendes, Les
- Cirque des tigres, Le
- City Life DS
- Civilization Revolution
- Classic Action: Devilish
- Classic Games: Premium Selection
- Classiques, Les : Vos 100 jeux préférés
- Claymore: Gingan no Majo
- Clever Kids: Creepy Crawlies
- Clever Kids: Dino Land
- Clever Kids: Farmyard Fun
- Clever Kids: Pet Store
- Clever Kids: Pirates
- Clever Kids: Pony World
- clever! Das Spiel, das Wissen schafft
- Clochette et l'Expédition féerique
- Clochette et la Pierre de lune
- Club Penguin : Force d'élite
- Club Penguin: Herbert's Revenge
- Clue / Mouse Trap / Perfection / Aggravation
- Coccinelle, La : Choupette à la rescousse
- Cocoro no Cocoron
- Cocoto Kart Racer
- Code de la route
- Code de la route : Edition 2008
- Code de la route, Le
- Code de la route, Le : Moto et BSR
- Code de la route DS
- Code Geass: Hangyaku no Lelouch
- Code Geass: Hangyaku no Lelouch R2 - Banjō no Geass Gekijō
- Code Lyoko
- Code Lyoko : X.A.N.A. Destruction finale
- Cœur d'encre
- Colin McRae: Dirt 2
- Color Cross
- Combat de Géants : Dinosaures°
- Combat de Géants : Dragons°
- Combat de Géants : Insectes mutants°
- Command and Destroy
- Commando: Steel Disaster°
- Comme chiens et chats : La Revanche de Kitty Galore
- Contact
- Contra 4
- Conveni DS, The: Otona no Keiei Ryoku Training
- Cookie and Cream
- Cookie Shop : La Boutique de mes rêves
- Cookin' Idol I! My! Main! Game de Hirameki! Kirameki Cooking
- Cooking Mama
- Cooking Mama 2 : Tous à table
- Cooking Mama 3
- Cooking Mama World : Club aventure
- Cooking Mama World: Hobbies and Fun
- Cool 104 Joker and Setline
- COP: The Recruit
- Coraline
- CORE
- Coropata°
- Corvette Evolution GT
- Cory in the House
- Cosmetic * Paradise
- Cosmetic * Paradise: Princess Life
- Cosmetic Paradise: Kirei no Mahō
- Cosmopolitan : Total relooking
- Cosmos Chaos!
- Countdown: The Game
- Coupe du monde FIFA 2006
- Cradle of Rome
- Crash Boom Bang!
- Crash : Génération Mutant
- Crash of the Titans
- Crayola Treasure Adventures
- Crayon Shin-Chan Shokkugan! Densetsu o Yobu Omake Daiketsusen!!
- Crayon Shin-Chan: Arashi o Yobu - Nendororo~n Daihenshin
- Crayon Shin-Chan: Arashi o Yobu Cinema Land
- Crayon Shin-Chan: Obaka Daininden - Susume! Kasukabe Ninja Tai!
- Crazy Chicken: Jump'N Run Atlantis Quest
- Crazy Chicken Adventure: The Pharaoh's Treasure
- Crazy Chicken: Star Karts
- Crazy Frog Racer
- Crazy Hamster
- Crazy Machines 2
- Crazy Pig
- Crime Files, The
- Criminology
- Crimson Room
- Croket! DS: Tenkū no Yūshatachi
- Croods, Les : Fête préhistorique !
- Cross Treasures
- Crossword and Kanji Puzzle, The
- Crossword de Manabō! Chiri - Rekishi
- Crossword DS + Sekai 1-Shū Cross
- CrossworDS
- Crown of Midas, The
- Cruise Line Tycoon
- Crystal Mines
- Culdcept DS
- Culture générale pour les nuls, La
- Curling DS
- Custom Beat Battle: Draglade 2
- Custom Mahjong
- Custom Robo Arena

## D
- D.Gray-man: Kami no Shitotachi
- D&CO
- DaGeDar
- Daigassō! Band Brothers
- Daigassō! Band Brothers Tsuika Kyoku Cartridge
- Daikōkai Jidai IV: Rota Nova
- Daisenryaku DS
- Daito Giken Koushiki Pachi-Slot Simulator: Hihouden - Ossu! Banchou - Yoshimune DS
- Dance! It's Your Stage
- Dancing on Ice
- Dancing With the Stars: We Dance!
- Daniel X: The Ultimate Power
- Danny Fantôme : La Jungle urbaine
- Daredemo Kantan! Chou Chikun no Tsumego
- Daredemo Kantan! Watanabe Akira no Tsume Shogi
- Daring Game for Girls, The
- Dark Spire, The
- Date ni Game Tsui Wake Jane! Dungeon Maker Girls Type
- Datenshi no Amai Yūwaku x Kaikan Phrase
- Dawn of Heroes
- Days of Memories
- Days of Memories 2
- Days of Memories 3
- de Blob 2
- Dead 'n' Furious
- Deal or No Deal
- Deal or No Deal: Special Edition
- Deal or No Deal: The Banker is Back!
- Dear Girl: Stories Hibiki - Hibiki Tokkun Daisakusen!
- Death Jr. and the Science Fair of Doom
- Death Note: Kira Game
- Death Note: L o Tsugu Mono
- Déco tendances
- Deep Labyrinth
- Deer Drive
- Defendin' DePenguin
- Dekiru Otoko no Mote Life: Hiru no Mote Kōza Hen
- Dekiru Otoko no Mote Life: Yoru no Mote Jissen Hen
- Dekitayo Mama! Mitsugo no Kuma-San - Onna no Ko
- Dekitayo Mama! Mitsugo no Kuma-San - Otoko no Ko
- Deltora Quest
- Dementium : L'Asile
- Dementium II
- Dengeki Gakuen RPG: Cross of Venus
- Dengeki Gakuen RPG: Cross of Venus Special
- Denjirō Sensei no Fushigi na Jikkenshitsu
- Densetsu no Starfy 4
- Densha de Go! Tokubetsu-hen: Fukkatsu Shōwa no Yamanotesen
- Derby Stallion DS
- Dernier Maître de l'air, Le
- Des chiffres et des lettres
- Desktop Tower Defense
- Dessine ton aventure
- Destiny Links
- Deviens Miss France
- Diabolik: The Original Sin
- Diamond Trust of London
- Diary Girl
- Diddy Kong Racing DS
- Die Biene Maja: Klatschmohnwiese in Gefahr
- Die Gilde DS
- Dig Dug: Digging Strike
- Di-Gata Defenders
- Digging for Dinosaurs
- Digimon Story: Lost Evolution
- Digimon Story: Super Xros Wars Blue
- Digimon Story: Super Xros Wars Red
- Digimon World Championship
- Digimon World DS
- Digimon World Dawn et Dusk
- Digitars: Magnificent Flying Funfair
- Diner Dash: Flo on the Go
- Diner Dash: Sizzle and Serve
- Dino King Battle: Taiko Kara no Hyōryūsha
- Dino Master
- Dino Pets
- Dinosaur King
- Discovery Kids: Snake Safari
- Discovery Kids: Spider Quest
- Disgaea DS
- Disney Princesse : Les Joyaux magiques
- Disney Princesse : Livres enchantés
- Diva Girls: Princess on Ice 2
- DJ Star
- DK Jungle Climber
- Doctor Who: Evacuation Earth
- Dodge Racing: Charger vs Challenger
- Dogz
- Dogz 2
- Dokapon Journey
- Doki Doki Majo Shinpan!
- Doki Doki Majo Shinpan! 2
- Doki Majo Plus
- Doko Demo Kanji Quiz, The
- Doko Demo Raku Raku! DS Kakeibo
- Do-Konjō Shōgakussei: Bon Bita - Hadaka no Chōjō Ketsusen!! Bita vs. Dokuro Dei!
- Dolphin Island
- Dolphin Island: Underwater Adventures
- Don King Boxing
- Donkey Xote
- Doodle Hex
- Doodle Jump Journey
- Dora cuisine
- Dora et ses amis : Sauvons les animaux
- Dora et ses amis : Le Vol fantastique
- Dora l'exploratrice : Joyeux Anniversaire
- Dora Puppy
- Dora sauve la princesse des neiges
- Dora sauve les sirènes
- Dorabase: Dramatic Stadium
- Dorabase 2: Nettō Ultra Stadium
- Doraemon: Nobita no Kyōryū 2006 DS
- Doraemon: Nobita no Shin Makai Daibōken DS
- Doraemon: Nobita to Midori no Kyojinden DS
- Double Sequence: The Q-Virus Invasion
- Dr. House°
- Dr. Seuss: How the Grinch Stole Christmas!
- Dr. Slump: Arale-Chan
- Draglade
- Dragon Ball: Origins
- Dragon Ball: Origins 2
- Dragon Ball Kai: Arutimetto butōden
- Dragon Ball Z: Attack of the Saiyans
- Dragon Ball Z: Goku densetsu
- Dragon Ball Z: Supersonic Warriors 2
- Dragon Booster
- Dragon Dance
- Dragon des mers, Le : La Dernière Légende
- Dragon Master
- Dragon Quest Heroes: Rocket Slime
- Dragon Quest IV : L'Épopée des élus
- Dragon Quest V : La Fiancée céleste
- Dragon Quest VI : Le Royaume des songes
- Dragon Quest IX : Les Sentinelles du firmament
- Dragon Quest Monsters: Joker
- Dragon Quest Monsters: Joker 2
- Dragon Quest Monsters: Joker 2 Professional
- Dragon Tamer: Sound Spirit
- Dragon Zakura DS
- Dragonologie
- Dragon's Lair°
- Dragon's Lair II: Time Warp
- Dragons
- Drake and Josh: Talent Showdown
- Drama Queens
- Dramatic Dungeon: Sakura Taisen - Kimi Arugatame
- Drawn to Life
- Dream Chronicles
- Dream Dancer
- Dream Day Wedding: Destinations
- Dream Pinball 3D
- Dream Salon
- Dreamer Series: Top Model
- Dreamer Series: Zoo Keeper
- DreamWorks Super Star Kartz
- Driver Dan's Story Train
- Drivers' Ed Portable
- Driving Theory Training 2009/2010 Edition
- Drôle de Noël de Scrooge, Le
- Drone Tactics
- DropCast
- DS Bimoji Training
- DS Bungaku Zenshū
- DS Crawl
- DS de Classic Kiite Mimasenka?
- DS de Yomu Series: Tezuka Osamu Hi no Tori 1
- DS de Yomu Series: Tezuka Osamu Hi no Tori 2
- DS de Yomu Series: Tezuka Osamu Hi no Tori 3
- DS Dengeki Bunko ADV: Baccano!
- DS Dengeki Bunko: Allison
- DS Dengeki Bunko: Inukami! feat. Animation
- DS Dengeki Bunko: Iria no Sora
- DS Dengeki Bunko: Iria no Sora, UFO no Natsu II
- DS Kageyama Method - Dennō Hanpuku: Tadashii Kanji Kakitori-Kun
- DS Kageyama Method Dennō Hanpuku: Masu x Masu Hyaku Masu Keisan
- DS Kageyama Method: Dennō Hanpuku - Chiri - Rekishi - Kōmin - Maru x Maru Shakaika
- DS Kageyama Method: Tadashii Kanji Kakitori-Kun - Kondo wa Kanken Taisaku Dayo!
- DS Motte Tabi ni Deyo: Kyoto
- DS Nishimura Kyotaro Suspense 2 Shin Tantei Series
- DS Nishimura Kyotaro Suspense Shin Tantei Series: Kyoto Atami Zekkai no Kotō - Satsui no Wana
- DS Pico Series: Sanrio no Party Heikō! Oryōri - Oshiyare - Okaimono
- DS Puzzler Numplay Fan and Oekaki Logic
- DS Puzzler Numplay Fan and Oekaki Logic Wi-Fi Taiō
- DS Rakubiki Jiten
- DS Tōkemuri Suspense Series: Free Writer Tōyako
- DS Uranai Seikatsu
- DS Yamamura Misa Suspense: Maiko Kogiku / Kisha Katherine / Sōgiya Ishihara Akiko / Koto ni Mauhana Sanrin - Kyoto Satujin Jiken File
- DS:Style Series: Chikyū no Arukikata DS - Hong Kong-Hen
- DS:Style Series: Chikyū no Arukikata DS - Igirisu-Hen
- DS:Style Series: Chikyū no Arukikata DS - Seoul - Busan-Hen
- DS:Style Series: Chikyū no Arukikata DS - Shanghai-Hen
- DS-Pico Series: Sanrio Puro Land - Waku Waku Okaimono - Suteki na Oheya Otsukuri Masho
- Ducati Moto
- Duel Love: Koisuru Otome wa Shōri no Megami
- Duke Nukem: Critical Mass
- Duke Saraie no Kenkō Walking Navi
- Dun-Dam: Dungeons and Dam
- Dungeon Explorer
- Dungeon of Windaria
- Dungeon Raiders
- Dynasty Warriors DS: Fighter's Battle

## E
- E=M6 : Défi cérébral
- EA Playground
- Easy Piano
- Ecolis : Défends la forêt
- Ecolis: Aoi Umi to Ugoku Shima
- Ed, Edd n Eddy: Scam of the Century
- Edo Bunka Rekishi Kentei DS
- Edogawa Ranpo no Kaijin Nijū Mensō DS
- Ed's Farm
- Egg Monster Hero
- Eggheads
- Eibun Tadoku DS: Sekai no Bungaku Senshū
- Eibun Tadoku DS: Sekai no Meisaku Dōwa
- Eigo de Tabisuru: Little Charo
- Eigo o Taberu Fushigi na Ikimono Marsh
- Eigyōdō, The
- Eijukugo Target 1000 DS
- Eiken DS
- Eiken DS Training
- Eiken Kakomon Daishūroku: Eiken DS 2 Deluxe
- Eiken-Ō: 2-Kyūhen
- Eiken-Ō: 3-Kyūhen
- Eiken-Ō: 4-Kyūhen
- Eiken-Ō: Jun-2-Kyūhen
- Eikoh Seminar Kōshiki DS Kyōzai: Chūgaku Eitango - Eitan Zamurai DS
- Eikoh Seminar Kōshiki DS Kyōzai: Kōkō Eitango - Eitan Zamurai DS
- Eikoh Seminar Kōshiki DS Kyōzai: Shōgakkō Eigo - Eitan Zamurai DS
- Eitango Target 1900 DS
- El Tigre : Les Aventures de Manny Riviera
- Electroplankton°
- Eledees: The Adventures of Kai and Zero
- Element Girls: Style your Life!
- Element Hunter
- Elemental Monster: Gochūshin no Nazo
- Elements of Destruction
- Elf Bowling 1 and 2
- Elite Beat Agents
- Elite Forces: Unit 77°
- Ellen Whitaker's Horse Life
- Elminage DS Remix: Yami no Miko to Kamigami no Yubiwa
- Elminage II DS Remix: Sōsei no Megami to Unmei no Daichi
- Elvenland
- Emblem of Gundam
- Emergency
- Emergency 2012
- Emergency! Disaster Rescue Squad
- Emergency Rescue
- Emergency Room: Real Life Rescues
- Emily the Strange: Strangerous°
- Enchanted Folk and the School of Wizardry
- English of the Dead
- English Training : Progressez en anglais sans stresser
- Énigmes et Objets cachés : Dr. Jekyll et Mr. Hyde°
- Énigmes et Objets cachés : La Malédiction de Toutankhamon
- Énigmes et Objets cachés : Shutter Island
- Enpitsu de Oku no Hosomichi DS
- Enquête au musée
- Entraîneur cérébral, L' : Logique
- Entraîneur cérébral, L' : Perception
- EQ Trainer DS: Dekiru Otona no Communication Jutsu
- Équitation : Galops 1 à 4
- Équitation : Galops 1 à 7
- Eragon
- ESSE Shikkari Kakeibo DS
- Essential Sudoku DS
- Essentiel des jeux de cartes, L'
- Etrian Odyssey
- Etrian Odyssey II: Heroes of Lagaard
- Etrian Odyssey III: The Drowned City
- Eugénie Angot : Championne d'équitation
- Everything's Rosie
- Exit
- Experts, Les : Enquêtes mystérieuses
- Experts, Les : Meurtres à Las Vegas
- Experts, Les : Préméditation - Affaires non classées
- Eyeshield 21: Max Devil Power

## F
- F24: Stealth Fighter
- Fab 5 Soccer
- FabStyle
- Fabulous Finds
- Faites de la magie°
- Family Feud: 2010 Edition
- Family Fortunes
- Family Park Tycoon
- Famous
- Fancy Nancy: Tea Party Time!
- Fantasy Aquarium
- Farm Frenzy 3
- Farm Frenzy: Animal Country
- Farmscapes
- Farmtopia
- Fashion Designer: Style Icon
- Fashion Studio: Paris Collection
- Fashion Week Jr. Designer
- Fast Food Panic
- Fée Clochette, La
- Ferrari Challenge: Trofeo Pirelli
- FIFA 06
- FIFA 07
- FIFA 08
- FIFA 09
- FIFA 10
- FIFA 11
- FIFA Street 2
- FIFA Street 3
- Fifi Brindacier
- Fifi et ses floramis
- Fifi and the Flowertots: Fifi's Garden Party
- Fighting Fantasy: The Warlock of Firetop Mountain
- Final Fantasy III
- Final Fantasy IV
- Final Fantasy XII: Revenant Wings
- Final Fantasy: The 4 Heroes of Light
- Final Fantasy Crystal Chronicles: Echoes of Time
- Final Fantasy Crystal Chronicles: Ring of Fates
- Final Fantasy Fables: Chocobo Tales
- Final Fantasy Legend II
- Final Fantasy Legend III
- Final Fantasy Tactics A2: Grimoire of the Rift
- Fire Emblem: Shadow Dragon
- Fire Emblem: New Mystery of the Emblem
- Fireman Sam
- Fireman Sam: Action Stations
- Fish Tycoon
- Fishdom°
- Fix It: Home Improvement Challenge
- Flåklypa Grand Prix
- Flipper Critters
- Flips: Artemis Fowl
- Flips: Cathy Cassidy
- Flips: Enid Blyton - Faraway Tree Stories
- Flips: Enid Blyton - The Adventure Series
- Flips: Mr. Gum
- Flips: Percy Jackson
- Flips: Too Ghoul for School
- Florist Shop
- Flower, Sun, and Rain
- Food Coach
- Football Academy
- Football Director DS
- Ford Racing 3
- Fort Boyard, le jeu
- Fort Boyard : Casse-têtes et Énigmes
- Fossil Fighters
- Fossil Fighters: Champions
- Fossil League: Dino Tournament Championship
- Foster's Home for Imaginary Friends: Imagination Invaders
- Foto Frenzy: Spot the Difference
- Foto Showdown
- Fous du Volant, Les : Battle Party
- Franklin's Great Adventures
- Freddie Flintoff's Power Play Cricket
- Freedom Wings
- Fresh PreCure! Asobi Collection
- Freshly-Picked Tingle's Rosy Rupeeland
- Fritz Chess
- Frogger: Helmet Chaos
- Frogman Show, The: DS Datte, Shōganaijanai
- From the Abyss°
- Front Mission 1st
- Front Mission 2089: Border of Madness
- Fruits Mura no Dōbutsu Tachi 2
- Fujimori Midori no Let's Tarot
- Fukōmori
- Fullmetal Alchemist: Dual Sympathy
- Fullmetal Alchemist: Trading Card Game
- Fushigi no Dungeon: Fūrai no Shiren 4 - Kami no Hitomi to Akuma no Heso
- Fushigi no Dungeon: Fūrai no Shiren 5 - Fortune Tower to Unmei no Dice
- Fushigi no Dungeon: Fūrai no Shiren DS 2 - Sabaku no Majō
- Fushigi Yūgi DS
- Fushigi? Kagaku: Nazotoki Quiz Training - NazoTore
- Futari wa Precure Max Heart: Danzen! DS de Precure Chikara o Awasete Dai Battle
- Futari wa PreCure: Splash Star Panpaka Game de Zekkōchō!
- futureU: The Prep Game for SAT
- Fūun! Dairōjō
- Fuyu no Sonata DS

## G
- G.G Series Collection Plus
- G.I. Joe : Le Réveil du Cobra
- Gachapin Challenge DS
- Gachapin Nikki DS
- Gaitame Baibai Trainer: Kabutore FX
- Gakken Chūgokugo Sanmai DS
- Gakken Chūgokugo Sanmai DS: Kiki-Tore and Shoki-Tore
- Gakken DS: Otona no Gakushū Kindaichi Sensei no Nihongo Lesson
- Gakken DS: Shin TOEIC Test Kanzen Kōryaku
- Gakken Eigo Sanmai DS
- Gakken Europa 4: Kokugo Sanmai DS
- Gakken Hangul Sanmai DS
- Gakken Hangul-Go Sanmai DS: Kiki-Tore and Shoki-Tore
- Gakken M Bunko: Monoshiri Edo Meijin
- Gakken Mainichi no Drill DS: Mesaze! Miracle Shōgaku 1 Nensei
- Gakken Mu Henshūbu Kanshū: Chōjō Genshō Research File
- Gakken Taigo: Indonesia-Go Sanmai DS
- Gakken: Shin TOEIC Test Kanzen Kōryaku 2
- Gakkō no Kaidan DS
- Gakkō no Kowai Uwasa: Hanako-San ga Kita!! Minna no Hanako-San
- Gakuen Alice: Waku Waku Happy Friends
- Gakuen Hetalia
- Gal Mahjong, The
- Galactic Taz Ball
- Galactik Football
- Galaxy Racers
- Galileo
- Galileo Mystery: The Crown of Midas
- Game and Watch Collection
- Game and Watch Collection 2
- Game Book DS: Aquarian Age Perpetual Period
- Game Book DS: Kōkaku no Regios
- Game Center CX: Arino no Chōsenjō 2
- Game de Demashita! Powerpuff Girls Z
- Game Hits!
- Game o Shinagara Kaiwa o Tanoshimu! Voice Chat DS
- Games Around the World
- Gamics Series Vol. 1: Yokoyama Mitsuteru - San Goku Shi - Vol. 2 - Ryofu no Matsuro
- Gamics Series Vol. 1: Yokoyama Mitsuteru - San Goku Shi - Vol. 3
- Gamics Series Vol. 1: Yokoyama Mitsuteru - San Goku Shi - Vol. 4
- Gamics Series Vol. 1: Yokoyama Mitsuteru - San Goku Shi - Vol. 5
- Gamics Series Vol. 1: Yokoyama Mitsuteru - San Goku Shi - Vol. 6
- Gamics Series Vol. 1: Yokoyama Mitsuteru San Goku Shi: Dai 1 Kan - Tōen no Chikai
- Ganbare Goemon: Tōkai dōchū Ōedo tengu ri kaeshi no maki
- Ganbaru Watashi no Kakei Diary
- Garaku Tale
- Gardening Guide
- Gardening Mama
- Gardenscapes
- Garfield 2
- Garfield Gets Real
- Garfield's Fun Fest
- Gegege no Kitarō: Yōkai Daigekisen
- Gekai, The
- Gekikara Numpla 2500-Mon
- Gendai Daisenryaku DS: Isshoku Sokuhatsu - Gunji Balance Hōkai
- Generator Rex: Agent of Providence
- Genshijin DS, The
- Geometry Wars: Galaxies
- George of the Jungle and the Search for the Secret
- Germany's Next Topmodel
- Germany's Next Topmodel 2009
- Germany's Next Topmodel 2011
- Ghost Trick : Détective fantôme
- Giana Sisters DS
- Gijutsu Hyōronsha Kanshū: Kihonjōhō Gijutsusha DS
- Ginga Tetsudō 999 DS
- Gintama DS: Yorozuya Daisōdō
- Gintama Gin-Oh Quest: Gin-san ga Tenshoku shitari Sekai wo Sukuttari
- Gintama: Gintoki vs. Dokata
- Girl Time
- Girls Life: Fashion Addict
- Girls Life: Jewellery Style
- Girls Only
- Glory Days 2
- Glory of Heracles
- Go West! A Lucky Luke Adventure
- Go! Go! Cosmo Cops!
- Go, Diego, Go! Great Dinosaur Rescue
- Go, Diego, Go! Safari Rescue
- Godzilla Unleashed: Double Smash
- GoGo's Crazy Bones
- Gokujō!! Mecha Mote Iinchō: Girls Motekawa Box
- Gokujō!! Mecha Mote Iinchō: Mecha Mote Days, Hajime Masuwa!
- Gokujō!! Mecha Mote Iinchō: MM My Best Friend!
- Gokujō!! Mecha Mote Iinchō: MM Town de Miracle Change
- Golden Balls
- Golden Nugget Casino DS
- Golden Sun : Obscure Aurore
- GoldenEye 007
- GoldenEye : Au service du mal
- Golgo 13: File G-13 o Oe
- Goosebumps HorrorLand
- GoPets: Vacation Island
- Gormiti: The Lords of Nature!
- Gotōchi Kentei DS
- Gourmet Chef
- Grand Theft Auto: Chinatown Wars
- Grand Trucker Aniki: Shigoto to Kenka to Koimoyō
- Grease: The Official Video Game
- Green Lantern : La Révolte des Manhunters
- Greg Hastings' Tournament Paintball Max'd
- Gremlins Gizmo
- Grey's Anatomy, le jeu vidéo
- Groovy Chick: My Fashion World
- Guilty Gear: Dust Strikers
- Guitar Hero: On Tour
- Guitar Hero: On Tour Decades
- Guitar Hero: On Tour Modern Hits
- Gummy Bears Minigolf
- Gunpey DS
- Guru Guru
- Gyakuten Kenji 2
- Gyakuten Saiban Jiten
- Gym des yeux : Exercer et relaxer vos yeux
- Gyōretsu no Dekiru Hōritsu Sōdansho

## H
- Habu Yoshiharu Shogi de Kitaeru: Ketsudanryoku DS
- Hachi-One Diver DS
- Haioku Byōtō, The
- Haisha-San, The
- Hajime no Ippo: The Fighting! DS
- Hakuōki DS
- Hakuōki: Reimeiroku DS
- Hakuōki: Yūgi Roku DS
- Hakuōki: Zuisōroku DS
- Hamsterz Life
- Hana Deka Club : Les Grosses truffes
- Hana Saku DS Gardening Life
- Hana Yori Dango: Koi Seyo Otome
- Hands On! Tangrams°
- Haneru no Tobira DS: Tanshuku Tetsudō no Yoru
- Hannah Montana
- Hannah Montana, le film
- Hannah Montana: Music Jam
- Hanshin Tigers DS
- Happy Bakery
- Happy Cooking
- Happy Feet
- Happy Feet 2
- Happy Happy Clover
- Happy Hippos World Tour
- Happy My Sweets
- Hardy Boys, The: Treasure on the Tracks
- Harlem Globetrotters: World Tour
- Harobots Action!!
- Harry Potter et la Coupe de feu
- Harry Potter et l'Ordre du Phénix
- Harry Potter et le Prince de sang-mêlé
- Harry Potter et les Reliques de la Mort, partie 1
- Harry Potter et les Reliques de la Mort, partie 2
- Harukanaru toki no naka de: Maihitoyo
- Harukanaru toki no naka de: Yumenōkihashi
- Harvest Moon DS
- Harvest Moon DS : L'Archipel du soleil
- Harvest Moon DS: Grand Bazaar
- Harvest Moon DS : Île Sereine
- Harvest Moon : Les Deux Villages
- Harvest Moon: Frantic Farming
- Hasbro Family Game Night
- Hayarigami DS: Toshidensetsu Kaii Jiken
- Hayarigami 2 DS: Toshidensetsu Kaii Jiken
- Hayate no Gotoku!
- Hayate no Gotoku! Ojōsama Produce Daisakusen Boku Iro ni Somare!  (Gakkō-Hen et Oyashiki-Hen)
- Heart Catch PreCure! Oshare Collection
- Heathcliff! Frantic Foto
- Heavy Armor Brigade
- Heisei Kyōiku Iinkai DS
- Heisei Kyōiku Iinkai DS: Zenkoku Tōitsu Moshi Special
- Hello Kitty Daily
- Hello Kitty no Gotōchi Collection: Koi no DokiDoki Trouble
- Hello Kitty no PacPac and Logic
- Hello Kitty no Panda Sport Stadium
- Hello Kitty Party
- Hello Kitty: Big City Dreams
- Hello Kitty: Birthday Adventures
- Hello Pocoyo!
- Hell's Kitchen: The Game
- Henry Hatsworth : L'Incroyable Expédition
- Heracles: Battle with the Gods
- Hero's Saga Laevatein Tactics
- Heroes of Hellas 2: Olympia
- Heroes of Mana
- Héros de la Ligue des justiciers
- Hi Hi Puffy AmiYumi: The Genie and the Amp
- Hi! Hamtaro: Little Hamsters Big Adventures - Ham-Ham Challenge
- Hidamari Sketch: Doko Demo Sugoroku x 365
- Hidden Expedition: Titanic°
- Hidden Mysteries: Buckingham Palace
- Hidden Mysteries: Salem Secrets - Witch Trials of 1692
- Hidden Mysteries: Titanic
- Hidden Mysteries: Vampire Secrets
- High School Musical: Makin' the Cut
- High School Musical 2: Work This Out!
- High School Musical 3: Senior Year
- Higurashi no Naku Koro ni Kizuna: Dai Ichi Kan - Tatari
- Higurashi no Naku Koro ni Kizuna: Dai Ni Kan - Sō
- Higurashi no Naku Koro ni Kizuna: Dai San Kan - Rasen
- Higurashi no Naku Koro ni Kizuna: Dai Yon Kan - Kizuna
- Higurashi no Naku Koro ni Kizuna: Ichi-Ni Maki Pack
- Hiiro no Kakera DS
- Hikyō Tankentai, The: Chōtoko Special
- Hirameki Action: Chibikko Wagyan no Daiki na Bōken
- Hiromichi Oniisan no Oyako Taisō Navi
- Hissatsu Kung Fu: Kanji Dragon
- Hisshō Pachinko*Pachi-Slot KōSeries DS Vol. 1: Shinseiki Evangelion - Magokoro o, Kimi ni
- Hisshō Pachinko*Pachi-Slot Kōryaku Series DS Vol. 2: CR Shinseiki Evangelion - Shito, Futatabi
- Hisshō Pachinko*Pachi-Slot Kōryaku Series DS Vol. 3: Shinseiki Evangelion - Yakusoku no Toki
- Hisshō Pachinko*Pachi-Slot Kōryaku Series DS Vol. 4: Shinseiki Evangelion - Saigo no Mono
- Hisshō Pachinko*Pachi-Slot Kōryaku Series DS Vol. 5: Shinseiki Evangelion - Tamashii no Kiseki
- Histoire de France pour les nuls, L'
- History Egypt: Engineering an Empire°
- History Great Empires: Rome
- Hokkaidō Hatsu!! Dosanko Wide ga DS ni Narimashita! Hoshizawa Sachiko no Temanashi Raku Raku Gohan
- Hokuto no Ken: Hokuto Shinken Denshōsha no Michi
- Holly Hobbie and Friends
- Hollywood Files: Deadly Intrigues
- Home Designer
- Homie Rollerz
- Honda ATV Fever
- Honeycomb Beat
- Honki de Manabu: LEC de Gōkaku - DS Hishō Kentei 2-Kyū/3-Kyū
- Honki de Manabu: LEC de Gōkaku - DS Takuchi Tatemono Torihiki Shuninsha
- Honki de Manabu: LEC de Gōkakuru - DS Gyōseishoshi
- Honki de Manabu: LEC de Gōkakuru - DS Kikenbutsu Toriatsukaimono Otsushu 4-Rui
- Honki de Manabu: LEC de Gōkakuru - DS Kōmuinshiken Sūmato Shori
- Honki de Manabu: LEC de Gōkakuru - DS Takuchi Tatemono Torihiki Shuninsha 2011-Toshi and 2012-Toshi Nendoban'
- Hop: The Movie Game
- Hoppie
- Horrible Histories: Ruthless Romans
- Horrid Henry: Missions of Mischief
- Horrid Henry's Horrid Adventure
- Horse and Foal: My Riding Stables
- Horse Life
- Horse Life Adventures
- Hoshigami: Ruining Blue Earth Remix
- Hoshizora Navi
- Hoshizora no Comic Garden
- Hospital Giant
- Host Shiyōze, The! DX Knight King
- Hot Wheels Battle Force 5
- Hot Wheels: Beat That!
- Hot Wheels: Track Attack
- Hotel Dusk: Room 215
- Hotel Giant DS
- Hôtel Transylvanie
- Hôtesse de l'air : Embarquement immédiat
- Hottarake no Shima: Kanata to Nijiiro no Kagami
- Hōkago no Mystery Club: 26 no Tobira
- Hōkago Shōnen
- How to Pass your Driving Test
- Hudson x GReeeeN Live!? DeeeeS!?
- Hugo: Magic in the Troll Woods
- Humans, The : Nos ancêtres
- Hurry Up Hedgehog!
- Hysteria Hospital: Emergency Ward

## I
- I Did It Mum! Dolls House
- I Did It Mum! Picture Book
- I Did It Mum! Spelling
- I Heart Geeks!
- I Love Babies
- I Love Beauty: Hollywood Makeover
- I Love Horses
- I Love Puppies
- I Spy Castle
- I Spy Fun House
- I Spy Universe
- iCarly
- iCarly 2: iJoin The Click
- iCarly: Groovy Foodie!
- Ichido wa Yonde de Okitai Nihon Bungaku 100-Sen
- Ico Soccer
- Idaten Jump DS: Moero! Flame Kaiser
- Idol Janshi Suchie-Pai III Remix
- Idolmaster Dearly Stars, The
- Igor, le jeu
- Ikatan: Ikamono Tantei
- Il était une fois
- IL-2 Sturmovik: Birds of Prey
- Illust Logic DS + Colorful Logic
- Illust Puzzle and Sūji Puzzle 2, The
- I'm a Celebrity... Get Me Out of Here!
- Imagine Babyz Fashion
- Imagine Champion Rider
- Imagine Cheerleader
- Imagine Fashion Designer World Tour
- Imagine Fashion Stylist
- Imagine Ice Champions
- Imagine Makeup Artist
- Imagine Music Fest
- Imagine Soccer Captain
- Imagine Sweet 16
- Imasugu Tsukaeru Mamechishiki: Quiz Zatsugaku-Ō DS
- Imi made Wakaru Otona no Jukugo Renshū: Kadokawa Ruigo Shinjiten Kara 5-Man Mon
- Impossible Mission
- Inazuma Eleven
- Inazuma Eleven 2 (Tempête de glace et Tempête de feu)
- Inazuma Eleven 3 (Bomber, Spark et The Ogre)
- Incollables, Les : CE1-CE2
- Incollables, Les : CM1-CM2
- Incredible Hulk, The
- Indestructibles, Les : La Terrible Attaque du Démolisseur
- Indiana Jones et le Sceptre des rois
- Indianapolis 500 Legends
- Indo Shiki Keisan Drill DS
- Indoor Sports Club
- Infinite Space
- Insecticide
- Intellivision Lives!
- Interactive Storybook DS: Series 1
- Interactive Storybook DS: Series 2
- Interactive Storybook DS: Series 3
- International Athletics
- Intervilles
- Inu Kaisha
- Inugamike no Ichizoku
- Inuyasha: Secret of the Divine Jewel
- Ippan Zaidan Hōjin: Nippon Kanji Shūjukudo Kentei Kikō Kōnen - Tsūtenkaku DS
- Iraroji VOW
- Irozuki Tingle no Koi no Balloon Trip
- Iron Chef America: Supreme Cuisine
- Iron Feather
- Iron Man
- Iron Man 2
- Iron Master: The Legendary Blacksmith
- Ishin no Arashi: Shippū Ryūmeden
- Itadaki Street DS
- Item Getter: Bokura no Kagaku to Mahō no Kankei
- Itōke no Urawaza DS
- It's tehodoki! Hannya Shingyō Nyūmon
- Itsu Demo Doko Demo Dekiru Igo: AI Igo DS
- Itsu Demo Doko Demo Dekiru Shogi: AI Shogi DS
- Itsu Demo Doko Demo: Onita Atsushi no Seiji Quiz DS
- Itsumono Shokuzai de Dekichau Suteki na Sweets to Gochisō
- Ivy the Kiwi?°
- Izuna: The Legend of the Ninja
- Izuna 2: The Unemployed Ninja Returns

## J
- Jackass: The Game
- Jacqueline Wilson's Tracy Beaker: The Game
- Jagged Alliance°
- Jaka Jaka Music!
- Jake Hunter: Detective Chronicles
- Jake Hunter Detective Story: Memories of the Past
- Jam Sessions
- Jam Sessions 2
- Jam with the Band
- Jambo! Safari: Animal Rescue
- James Cameron's Avatar: The Game
- James Patterson Women's Murder Club: Games of Passion
- James Pond 2: Codename RoboCod
- Jan Sangoku Musō
- Jane's Hotel
- Jelly Belly: Ballistic Beans
- Jenga World Tour
- Jeopardy!
- Jet Impulse
- Jetix Puzzle Buzzle
- Jeu d'échecs avec Fritz et Bianca, Le
- Jeune Styliste Paris
- Jewel Link: Arctic Quest
- Jewel Link: Atlantic Quest
- Jewel Link: Galactic Quest
- Jewel Link: Legends of Atlantis
- Jewel Link: Safari Quest
- Jewel Link Chronicles: Legend of Athena
- Jewel Link Chronicles: Mountains of Madness
- Jewel Master: Cradle of Athena
- Jewel Master: Cradle of Egypt 2
- Jewel Master: Cradle of Persia
- Jewel Master: Cradle of Rome 2
- Jewel Master: Egypt
- Jewel Match°
- Jewel Match 2
- Jewel Match 3
- Jewel Quest IV: Heritage°
- Jewel Quest: Expeditions
- Jewel Quest Mysteries
- Jewel Quest Mysteries 2: Trail of the Midnight Heart
- Jewel Quest Mysteries 3: The Seventh Gate
- Jewel Quest Mysteries: Curse of the Emerald Tear
- Jewel Quest: Solitaire
- Jewel Quest: Solitaire Trio
- Jewel Time Deluxe
- Jewelpet: Kawaii Mahō no Fantasy
- Jewelpet: Mahō no DS Kirapi Kariin
- Jewelpet: Mahō no Oheyya de Issho ni Asobō!
- Jewels of the Ages
- Jewels of the Tropical Lost Island
- Jidōsha Kyōshūjo, The
- Jig-a-Pix Love Is...
- Jig-a-Pix Pets
- Jig-a-Pix Wild World
- Jig-a-Pix Wonderful World
- Jigoku Shōjo: Akekazura
- Jigsaw Puzzle DS: DS de Meguru Sekai Isan no Tabi
- Jigsaw World: Daigekitō! Jig-Battle Heroes
- Jillian Michaels Fitness Ultimatum 2010
- Jinsei 8-Man-7000-Kai no Shokuji wo Tanoshiku suru
- Jinsei Game
- Jinsei Game DS
- Jinsei Game Q DS (Heisei no Dekigoto et Shōwa no Dekigoto)
- Jishin DS: 72 Jikan
- Jissen Pachi-Slot Hisshōhō! DS: Aladdin II Evolution
- Jissen Pachi-Slot Hisshōhō! DS: Pachi-Slot Hokuto no Ken
- Jissen Pachi-Slot Hisshōhō! DS: Pachi-Slot Hokuto no Ken SE
- Joan Jade and the Gates of Xibalba
- John Deere: Harvest in the Heartland
- Johnny Bravo: Date-o-Rama!
- Johnny no Dasshutsu Daisakusen
- Johnny Test
- Jojo's Fashion Show
- Jonas
- Josefiina Alkupolku Englannin kieli - Mysteeri Lontoossa
- Josefiina Alkupolku Matematiikka - Sumua Lukukylaen Yllae
- Josefiina Alkupolku Seikkailumaa - Unelmien Peili
- Josei no Hinkakujuku DS
- Joshikōsei Nigeru! Shinrei Puzzle Gakuen
- Jouons à la créatrice de bijoux
- Jouons à la maman
- Jouons à la marchande
- Jouons à la maîtresse
- Journal intime de Julie, Le
- Journey to the Center of the Earth
- Juggler DS
- Juiced 2: Hot Import Nights
- Jumble Madness
- Jump Super Stars
- Jump Ultimate Stars
- JumpStart: Deep Sea Escape
- Jungle School
- Junior Brain Trainer
- Junior Brain Trainer 2
- Junior Brain Trainer: Math Edition
- Junior Classic Books and Fairytales
- Junior Classic Games
- Junior Island Adventure
- Junior Mystery Quest
- Just in Time Translations
- Just Sing!
- Just Sing! Vol. 2
- Jūshin Enbu DS
- Jūshinden: Ultimate Beast Battlers

## K
- K-1 World GP
- Kabu Trader Shun
- Kabushiki Baibai Trainer: Kabutore!
- Kabushiki Baibai Trainer: Kabutore! Next
- Kachō: Shima Kōsaku DS
- Kado-Chan Shiki Doko Demo Kin Trai-Navi
- Kagaku DS
- Kageyama Hideo no Hanpuku Ondoku DS Eigo
- Kageyama Hideo no IQ Teacher DS
- Kaibō Seirigaku DS
- Kaidan Restaurant: Ura Menu 100-Sen
- Kaidan Restaurant: Zoku! Shin Menu 100-Sen
- Kaigo Navi DS
- Kaiichi Otto Sensei Tokyo Daigaku Kanshū: Sukusuku Kosodate DS: Akachan to Asobou!
- Kaijū Busters
- Kaijū Busters Powered
- Kaite Oboeru: DoraGana
- Kaite Shabette Hajimeyō! Monster Farm DS
- Kaitō Rousseau
- Kaiun Kenkyūka - Utsukita Mahiro Kanshū - Mainichi Kokorobics: DS Uranai Happiness 2008
- Kaizoku Sentai Gokaiger: Atsumete Henshin! 35 Sentai
- Kakikomi Shiki Hannya Shingyō Renshū Chō DS
- Kakuromaniacs
- Kambayashi Shiki Nōryoku Kaihatsu Hō: Unō Kids DS
- Kameleon
- Kamen Rider Battle: Ganbaride Card Battle Taisen
- Kamen Rider Dragon Knight
- Kamo no Hashikamo. Aimai Seikatsu no Susume
- Kangaeru Chikara o Gungun Nobasu! DS Yōji no Nō Tre
- Kanji no Wataridori
- Kanji Sonomama DS Rakubiki Jiten
- Kanshikikan, The: Kinkyū Shutsudō!! Jiken Genba wo Touch Seyo
- Kanshikikan 2, The: Aratanaru 8-tsu no Jiken wo Touch seyo
- Kantan! Tanoshii! Okashi Navi DS
- Karada Support Kenkyūjo: Tōnyōbyō Hen
- Karasawa Shunichi no Zettai ni Ukeru!! Zatsugakuen DS
- Katei no Igaku: DS de Kitaeru Shokuzai Kenkō Training
- Katekyoo Hitman Reborn! Bongole Shiki Taisen Battle Sugoroku
- Katekyoo Hitman Reborn! DS
- Katekyoo Hitman Reborn! DS Fate of Heat
- Katekyoo Hitman Reborn! DS Fate of Heat II - Unmei no Futari
- Katekyoo Hitman Reborn! DS Fate of Heat III - Yuki no Shugosha Raishū!
- Katekyoo Hitman Reborn! DS Flame Rumble Hyper - Moeyo Mirai
- Katekyoo Hitman Reborn! DS Flame Rumble Kaien Ring Sōdatsuen!
- Katekyoo Hitman Reborn! DS Flame Rumble Mukuro Kyōshū
- Katekyoo Hitman Reborn! DS Flame Rumble X - Mirai Chō-Bakuhatsu!!
- Katekyoo Hitman Reborn! DS Flame Rumble XX - Kessen! Real 6 Chōka
- Katekyoo Hitman Reborn! DS: Mafia Daishūgō Bongole Festival
- Katekyoo Hitman Reborn! Ore ga Boss! Saikyō Family Taisen
- Kawaii Koinu DS 2
- Kawaii Koinu DS 3
- Kawaii Koneko DS
- Kawaii Koneko DS 2
- Kawaii Koneko DS 3
- Kayō Generation, The
- Kazoku Minna de Nippon Shiatsu Shikai Kanshū: RakuRaku Shiatsu Navi
- Keiba Navi: Uma no Suke
- Keiba Navi: Uma no Suke 2
- Keiji J.B. Harold no Jikenbo: Manhattan Requiem and Kiss of Murder
- Keiji J.B. Harold no Jikenbo: Murder Club
- Keikishi Gunzō Presents: Monoshiri Bakumatsu-Ō
- Keitai Sōsakan 7 DS: Buddy Sequence
- Kekkaishi: Karasumori Ayakashi Kidan
- Kekkaishi: Kokubōrō Shūrai
- Kemeko Deluxe! DS: Yome to Meka to Otoko to Onna
- Kenkō Kentei
- Kenkō Ōen Recipe 1000: DS Kondate Zenshū
- Kenshūi Tendō Dokuta
- Kero Kero 7
- Keroro Gunsō: Enshū da Yo! Zenin Shūgō Part 2
- Keroro RPG: Kishi to Musha to Densetsu no Kaizoku
- Keshikasu-Kun: Battle Kas-tival
- Ketsui Death Label: Kizuna Jigoku Tachi
- Kid Paddle: Blorks Invasion
- Kid Paddle: Lost in the Game
- Kidō Gekidan Haro Ichiza: Gundam Mahjong DS - Oyaji nimo Agarareta koto nai noni!
- Kidō Gekidan Haro Ichiza: Gundam Mahjong + Z - Sara ni Deki Ruyōni Nattana!
- Kidō Senshi Gundam 00
- Kids Learn and Play: Pets and Vets Bundle
- Kids Learn 2 Think: A+ Edition
- Kids Learn Bundle: Math / Spelling and Grammar
- Kids Learn Math: A+ Edition
- Kids Learn Music: A+ Edition
- Kids Learn Spelling and Grammar: A+ Edition
- Kids thinkSMART
- Kikansha Thomas DS de Hajimeru Chiiku Gakushū
- Kikansha Thomas: Kokugo Sansū Eigo
- Kikiite Hajimaru: Eigo Kaiwa Training - KikiTore
- Kiku! Kaku! Kotoba o Fuyasu! Hajimete no Eigo Training
- Kikutan DS Advanced
- Kikutan DS Basic
- Kim Possible : La Chasse au jumeau
- Kim Possible : Kimmunicator
- Kimi ni Todoke: Sodateru Omoi
- Kimi ni Todoke: Tsutaeru Kimochi
- Kimi no Yūsha
- Kimokawae!
- Kindaichi Shōnen no Jikenbō: Akuma no Satsujin Kōkai
- King of Clubs
- King Kong
- Kingdom Hearts: 358/2 Days
- Kingdom Hearts Re:Coded
- Kira Kira Pop Princess
- Kirarin * Revolution: Atsumete Change! Kurikira * Code
- Kirarin * Revolution: Kira Kira Idol Audition
- Kirarin * Revolution: Mezase! Idol Queen
- Kirarin * Revolution: Minna de Odorō Furi Furi Debut!
- Kirarin * Revolution: Naasan to Issho
- Kirarin * Revolution: Tsukutte Misechao! Kime * Kira Stage
- Kirby: Mass Attack
- Kirby : Le Pinceau du pouvoir
- Kirby : Les souris attaquent
- Kirby Super Star Ultra
- Kirei Zukin Seikatsu
- Kirei Zukin Seikatsu 2
- Kirihara Shoten Forest: Eigo @ DS
- Kirihara Shoten Kanshū: Daigakusei Ryoku Kentei DS
- Kirikou et les Bêtes sauvages
- Knights in the Nightmare
- Know How
- Kō Rate Ura Mahjong Retsuden Mukoubuchi: Goburei, Shūryō desu ne
- Kobun Kanbun DS
- Kōchan no Shiawase! Kantan! Oryōri Recipe!
- Kōchū Kakutō: Mushi 1 Grand Prix
- Kōchū Ōja Mushi King: Greatest Champion e no Michi 2
- Kodawari Saihai Simulation: Ocha no Ma Pro Yakyū DS
- Kodawari Saihai Simulation: Ocha no Ma Pro Yakyū DS 2010 Nendohan
- Kodomo no Tame no Yomi Kikase: Ehon de Asobō 1-Kan
- Kodomo no Tame no Yomi Kikase: Ehon de Asobō 2-Kan
- Kodomo no Tame no Yomi Kikase: Ehon de Asobō 3-Kan
- Kodomo no Tame no Yomi Kikase: Ehon de Asobō 4-Kan
- Kodomo no Tame no Yomi Kikase: Ehon de Asobō 5-Kan
- Kodomo no Tame no Yomi Kikase: Ehon de Asobō 6-Kan
- Koe de Asobō: Heart Catch PreCure!
- Kōenji Joshi Soccer 2: Koi wa Nebagiba Kōenji
- Koh-Lanta
- Koh-Lanta : Survie dans la jungle
- Koharu no DS Uchigohan. Shokuji Balance Guide Tsuki
- Koinu de Kururin
- Koinu no Heya
- Koisuru Purin! Koi wa Daibōken! Dr. Kanmi no Yabō!?
- Kōkō Juken: Eitango Get Through 1900 - Eitan Zamurai DS
- Kōkōyakyū Dō DS
- Kokoro ga Mezameru Otoko Tachi no Nurie DS: Tamiya Box Art
- Kokoro ga Uruō Birei Aquarium DS: Kujira - Iruka - Penguin
- Kokoro ga Uruō Birei Aquarium DS: Tetra - Guppy - Angelfish
- Kokoro ga Uruō Birei Aquarium DS 2: Sekai no Uo to Ikura-Kujira Tachi
- Kokoro ni Shimiru: Mōhitsu de Kaku - Aida Mitsuo DS
- Kokoro o Yasumeru Otona no Nurie DS 2
- Koma Neko DS
- Konami Classics Series: Arcade Hits
- Konductra
- Kono Quiz Yarō!!
- Korede Haji o Kakanai: Ashita Tsukaeru DS Business Manner
- KORG DS-10 PLUS
- KORG DS-10 Synthesizer
- KORG M01
- Kotoba no Puzzle: Mojipittan DS
- Kōshōnin, The
- Kōshōnin DS: The Negotiator
- Kōsoku Card Battle: Card Hero
- Kuma no Pooh-san: 100 Acre no Mori no Cooking Book
- Kumatanchi
- Kung Fu Panda
- Kung Fu Panda 2
- Kung Fu Panda : Guerriers légendaires
- Kunitori Zunō Battle: Nobunaga no Yabō
- Kurayami no Hate de Kimi o Matsu
- Kurikin: Nano Island Story
- Kuroshitsuji: Phantom and Ghost
- Kurukuru * Princess: Tokimeki Figure * Mezase! Vancouver
- Kuruma de DS
- Kurupoto: Cool Cool Stars
- Kururin Doughnuts: Okashi Recipe
- Kutsushita Nyanko: Kutsushita o Haita Neko to Kurashi Hajime Mashita
- Kūkan * Zukei: Hirameki Training - KūTore
- Kuwagata Tsumami
- Kyō Kara DS Calorie Navi
- Kyōryū Monster

## L
- L: The Prologue to Death Note - Rasen no Wana
- Là-haut
- Labyrinth
- Lalaloopsy: Carnival of Friends
- Lalaloopsy: Sew Magical! Sew Cute!
- Lanfeust de Troy
- Lapin Malin : J'apprends à lire et à écrire
- Lapins Crétins, The : La Grosse Aventure
- Last Bullet
- Last King of Africa
- Last Window : Le Secret de Cape West
- Léa Passion : Artiste
- Léa Passion : Baby-sitter
- Léa Passion : Bébés
- Léa Passion : Chef 3 étoiles
- Léa Passion : Cuisine
- Léa Passion : Danseuse étoile
- Léa Passion : Décoration
- Léa Passion : Fashion Paradise
- Léa Passion : Gymnastique
- Léa Passion : Journaliste
- Léa Passion : Ma boutique de rêves
- Léa Passion : Maîtresse d'école
- Léa Passion : Maîtresse d'école - Classe verte
- Léa Passion : Mariages de rêve
- Léa Passion : Médecine
- Léa Passion : Mode
- Léa Passion : Patinage
- Léa Passion : Protectrice des animaux
- Léa Passion : Salon de beauté
- Léa Passion : Soirées de rêve
- Léa Passion : Star de cinéma
- Léa Passion : Star de la danse
- Léa Passion : Star de la mode
- Léa Passion : Star de la pop
- Léa Passion : Vacances de rêve
- Léa Passion : Vétérinaire
- Léa Passion : Vétérinaire 2
- Léa Passion : Vétérinaire - Safari
- Léa Passion Aventures : Mystères au lycée
- Léa Passion présente Mes secrets de filles
- Learn Chess
- Learn Geography
- Learn Math
- Learn Science
- Learning to Spell
- Leçons de cuisine : Qu'allons-nous manger aujourd'hui ?
- Left Brain Right Brain
- Left Brain Right Brain 2
- Legacy of Ys: Books I and II
- Legend of Kage 2, The
- Legend of Kay
- Légende de Despereaux, La
- Legend of Spyro, The: A New Beginning
- Légende de Spyro, La : Naissance d'un dragon
- Legend of Spyro, The: The Eternal Night
- Legend of Zelda, The: Phantom Hourglass
- Legend of Zelda, The: Spirit Tracks
- Legendary Starfy, The
- Lego Batman, le jeu vidéo
- Lego Batman 2: DC Super Heroes
- Lego Battles
- Lego Battles: Ninjago
- Lego Friends
- Lego Harry Potter : Années 1 à 4
- Lego Harry Potter : Années 5 à 7
- Lego Indiana Jones : La Trilogie originale
- Lego Indiana Jones 2 : L'aventure continue
- Lego Legends of Chima : Le Voyage de Laval
- Lego Marvel Super Heroes : L'Univers en péril
- Lego Pirates des Caraïbes, le jeu vidéo
- Lego Rock Band
- Lego Le Seigneur des anneaux
- Lego Star Wars II : La Trilogie originale
- Lego Star Wars III: The Clone Wars
- Lego Star Wars : La Saga complète
- Lernerfolg Grundschule Englisch
- Lernerfolg Grundschule Mathe Klasse 1-4
- Let's Draw!
- Let's Mangaka DS Style
- Let's Pilates
- Let's Play Ballerina
- Let's Play Fashion Designer
- Let's Play Firemen
- Let's Play Garden
- Let's Play Pet Hospitals
- Let's Play: Journalists
- Let's Ride! Friends Forever
- Let's Yoga
- Lettriq
- LifeSigns: Surgical Unit
- Lilpri DS: Hime-Chen! Apple Pink
- Lina no Atelier: Strahl no Renkinjutsushi
- Line Rider 2: Unbound
- Lionel Trains On Track
- Lise no Atelier: Ordre no Renkinjutsushi
- Little Bears
- Little Book of Big Secrets
- Little Charley Bear
- Little League World Series Baseball 2008
- Little League World Series Baseball 2009
- Little League World Series Baseball: Double Play
- Little Red Riding Hood's Zombie BBQ°
- Littlest Pet Shop 3 (Blue Team, Pink Team et Purple Team)
- Littlest Pet Shop: Beach Friends
- Littlest Pet Shop: City Friends
- Littlest Pet Shop: Country Friends
- Littlest Pet Shop: Friends
- Littlest Pet Shop: Garden
- Littlest Pet Shop: Jungle
- Littlest Pet Shop: Spring
- Littlest Pet Shop: Winter
- Live Battle Card: Live-On DS
- Livly Garden
- Lock's Quest
- Lode Runner DS
- Logic Cubes
- Logic Machines
- Lola and Virginia
- Lollipops, Les : Patinage artistique
- Lollipops, Les : Studio de danse
- Lollipops en concert, Les
- Londonian Gothics: Meikyū no Lolita
- Looney Tunes: Cartoon Conductor
- Looney Tunes: Duck Amuck
- Lost Identities
- Lost in Blue
- Lost in Blue 2
- Lost in Blue 3
- Lost Treasures of Alexandria°
- LostMagic
- Love Cat Life
- Love is... in Bloom: The Flower Shop Garden
- Love, Fashion and Friends: Element Girl
- Lovely Lisa
- Lovely Lisa and Friends
- LovePlus
- LovePlus+
- Loving Life with Hello Kitty and Friends
- Lucky * Star: Moe Drill
- Lufia: Curse of the Sinistrals
- Luminator DS
- Luminous Arc
- Luminous Arc 2: Will
- Luminous Arc 3: Eyes
- Lunar Knights
- Lunar: Dragon Song
- Lup Salad DS: Lupupu Cube
- Lupin Sansei: Shijō Saidai no Zunōsen
- Luxor: Pharaoh's Challenge
- Lux-Pain

## M
- M&M's Adventure
- M&M's Break' Em
- M&M's Kart Racing
- Mabeop Cheonjamun DS
- Mabeop Cheonjamun DS 2: Choehōi Hanjamabeop
- Machi no Pet-Ya-San DS 2: Wannyan 333-Hiki Daishūgō!
- Machi no Pet-Ya-San DS: Wan-chan 200-Hiki Daishūgō
- Machi-Ing Maker DS
- Machiteba Tengoku! Makereba Jigoku! Ryōtsuryū Ikkakusenkin Daisakusen!
- Madagascar
- Madagascar 2
- Madagascar 3 : Bons baisers d'Europe
- Madagascar Kartz
- Madden NFL 06
- Madden NFL 07
- Madden NFL 08
- Madden NFL 09
- Madden NFL 2005
- Maestro! Jump in Music
- Mage Knight: Destiny's Soldier
- Magic Encyclopedia II: Moonlight
- Magic School Bus, The: Oceans
- Magical Starsign
- Magical ZhuZhu Princess: Carriages and Castles
- Magical Zunō Power!!
- MagicQ DS
- Mah Jong Quest: Expeditions
- Mah-jongg
- Mahjong, The
- Mahjong 300
- Mahjong Haoh DS Special
- Mahjong Haoh DS: Dankyū Battle
- Mahjong Journey: Quest for Tikal
- Mahjong Kakutō Club DS: Wi-Fi Taiō
- Mahjong Mysteries: Ancient Athena
- Mahjong Mysteries: Ancient Egypt
- Mahjong Navi DS
- Mahjong Taikai
- Mainichi ga Tanoshii! Ayakōji Kimimaro no Happy Techō
- Mainichi Shinbun 1000 Dai-News
- Mainichi Shinbunsha Kyōruoku: Saikyō no Kanji Drill 5-Man Mon
- Mainichi Suteki! Hello Kitty no Life Kit
- Maison du style, La
- Maja
- Maji de Manabu: LEC de Ukaru - DS Hishō Boki 3-Kyū
- Majime ni Fumajime: Kaiketsu Zorori - Kyōfu no Takarabako
- Majin Tantei Nōgami Neuro: Neuro to Miko no Bishoku Sanmai
- Major Dream: Major DS Dream Baseball
- Major League Baseball 2K7
- Major League Baseball 2K8 Fantasy All Stars
- Major League Baseball 2K10
- Major League Baseball 2K11
- Major League Baseball 2K12
- Make 10
- Mame Goma: Honobono Nikki
- Mame Goma 2: Uchi no Ko ga Ichiban!
- Mame Goma 3: Kawaii ga Ippai
- Manège enchanté, Le
- Manepa 1000-Bannin no FX Training: Leverage Kisei Taiōban
- Manepa 1000-Mannin no FX Training
- Manga Ka Debut Monogatari DS: Akogare! Manga Ka Ikusei Game
- MapleStory DS
- Mar Heaven: Bōkyaku no Clavier
- Mar Heaven: Karudea no Akuma
- Marche de l'empereur, La
- Margot's Bepuzzled
- Margot's Word Brain
- Marie and Gully no Let's Science
- Marine Malice : J'apprends à écrire
- Mario et Luigi : Les Frères du temps
- Mario et Luigi : Voyage au centre de Bowser
- Mario et Sonic aux Jeux olympiques
- Mario et Sonic aux Jeux olympiques d'hiver
- Mario Kart DS
- Mario Party DS
- Mario Slam Basketball
- Mario vs. Donkey Kong : Pagaille à Mini-Land !
- Mario vs. Donkey Kong 2 : La Marche des Mini
- Marker Man Adventures
- Martine à la ferme
- Martine à la montagne
- Maru Gōkaku Shikaku Dasshu! 2011-Nendo-ban Takken Shiken
- Maru Gōkaku: Shikaku Dasshu! 2011-Nendohan - Gyōseishoshi Shiken
- Maru Gōkaku: Shikaku Dasshu! 2011-Nendohan Financial Planner Ginō Kentei Shiken 2-Kyū 3-Kyū
- Maru Gōkaku: Shikaku Dasshu! 2011-Nendohan Jōhō Security Specialist Shiken - Network Specialist Shiken
- Maru Gōkaku: Shikaku Dasshu! Care Manager Shiken
- Maru Gōkaku: Shikaku Dasshu! Chūshōkigyō Shindanshi Shiken
- Maru Gōkaku: Shikaku Dasshu! Financial Planning Ginō Kentei Shiken 2-Kyū 3-Kyū
- Maru Gōkaku: Shikaku Dasshu! Gyōseishoshi Shiken
- Maru Gōkaku: Shikaku Dasshu! Hanbaishi Kentei Shiken 2-Kyū 3-Kyū
- Maru Gōkaku: Shikaku Dasshu! Kaigo Fukushisi Shiken
- Maru Gōkaku: Shikaku Dasshu! Passport Shiken - Kihon Jōhō Gijutsusha Shiken
- Maru Gōkaku: Shikaku Dasshu! Shakaifukushi Samurai Shiken
- Maru Gōkaku: Shikaku Dasshu! Sharoshi Shiken
- Maru Gōkaku: Shikaku Dasshu! Shōken Gaimuin Ni-Shu Shiken
- Maru Gōkaku: Shikaku Dasshu! Special Kaigo Fukushishi Shiken
- Maru Gōkaku: Shikaku Dasshu! Special Shakai Fukushishi Shiken
- Maru Gōkaku: Shikaku Dasshu! Special Sharōshi Shiken - Gōkaku Hoshō Han
- Maru Gōkaku: Shikaku Dasshu! Special Takken Shiken
- Maru Gōkaku: Shikaku Dasshu! TAC Kōmuin Shiken
- Maru Gōkaku: Shiraku Sashhu! IT Passport Shiken
- Maru Kaite DonDon Oboeru: Kyōi no Tsugawa Shiki Kanji Kioku Jutsu
- Maru Kaite DonDon Oboeru: Kyōi no Tsugawa Shiki Kanji Kioku Jutsu - Kiso Gakushū Hen
- Maruhan Pachinko and Pachi-Slot Hisshō Guide Kanshū: The Pachinko Hall
- Marvel Nemesis : L'Avènement des imparfaits
- Marvel Super Hero Squad
- Marvel Super Hero Squad : Le Gant de l'infini
- Marvel Trading Card Game
- Marvel: Ultimate Alliance 2
- Mary King's Riding School
- Master All Classics
- Master Jin Jin's IQ Challenge
- Master of the Monster Lair
- Match 3 Madness
- Matchstick
- Math Blaster in the Prime Adventure
- Math Play
- Maths Made Simple
- Maus DS
- Max and the Magic Marker
- Max et les Maximonstres
- Mazes of Fate DS
- Me de Unō o Kitaeru: DS Sokudoku Junior
- Me de Unō o Kitaeru: DS Sokudoku Jutsu
- Meccha! Taiko no Tatsujin DS: 7-tsu no Shima no Daibōken
- Mechanic Master
- Mechanic Master 2
- MechAssault: Phantom War
- Medarot DS: Kabuto Ver.
- Medarot DS: Kuwagata Ver.
- Mega Bloks: Diego's Build and Rescue
- Mega Brain Boost
- Mega Man Battle Network 5
- Mega Man Star Force (Dragon, Leo et Pegasus)
- Mega Man Star Force 2 (Zerker x Ninja et Zerker x Saurian)
- Mega Man Star Force 3 (Black Ace et Red Joker)
- Mega Man Zero Collection
- Mega Man ZX
- Mega Man ZX Advent
- Megamind : Le Justicier bleu
- Mein neues Leben: Abenteuer auf Tropicana
- Meitantei Conan and Kindaichi Shōnen no Jikenbō: Meguri au Futari no Meitantei
- Meitantei Conan: Aoki Hōseki no Rinbukyoku
- Meitantei Conan: Kakokara no Zensō Kyoku
- Meitantei Conan: Kieta Hakase to Machigai Sagashi no Tō
- Meitantei Conan: Tantei Ryoku Trainer
- Mensetsu no Tatsujin: Tenshoku-Hen
- Merlin: A Servant of Two Masters
- Mes amis Disney
- Metal Fight Beyblade
- Metal Fight Beyblade: Chōjō Kessen! Big Bang Bladers
- Metal Max 2 Reloaded
- Metal Max 3
- Metal Saga: Hagane no Kisetsu
- Metal Slug 7
- Meteos
- Meteos: Disney Edition
- Methode Boscher : La Journée des tout petits
- Metroid Prime Pinball
- Metroid Prime Hunters
- Metropolis Crimes
- Mezase! Kōshien
- Mezase! Shōjo Manga Ka! Chao Manga School
- Mezase!! Tsuri Master DS
- Miami Crisis
- Miami Nights: Singles in the City
- Michael Jackson: The Experience
- Micro Machines V4
- Midnight Mysteries: The Edgar Allan Poe Conspiracy
- Midnight Play! Pack
- Might and Magic: Clash of Heroes
- Military History: Commander - Europe at War
- Milon no Hoshizora Shabon: Puzzle Kumikyoku
- Mimi de Unō o Kitaeru DS: Chō-Nōryoku
- Mimi's Party Fun!
- Minagara Oreru DS Origami
- Mind Quiz
- Mind your Language: English
- Mind your Language: French
- Mind your Language: German
- Mind your Language: Japanese
- Mind your Language: Spanish
- Mind. Body. Soul.: Spellbound 2
- Mind. Body. Soul.: Nutrition Matters
- MinDStorm 2
- Mini Golf Resort
- Mini Ninjas
- Mini RC Rally
- Mini Yonkyu DS
- Minna Atsumare! Quiz Party
- Minna de Dokusho DS Naruhodo! Tanoshii Seikatsu no Urawaza Inwaza
- Minna de Dokusho: Keatai Shōsetsu Desu
- Minna de Flash Anzan DS
- Minna de Jibun no Setsumeisho: B-Kata, A-Kata, AB-Kata, O-Kata
- Minna de Shitendo DS: Genji Monogatari + Chottodake Bungaku
- Minna de Shitendo DS: Hanshichi Yūmon and Ango and Ago Jūrō and Hatamoto Taikutsu Otoko
- Minna de Taikan Dokusho DS: Cho-Kowai! Gakkō no Kaidan
- Minna no Conveni
- Minna no Dōbutsuen
- Minna no DS Seminar: Kanpeki Eitango Ryoku
- Minna no DS Seminar: Kanpeki Kanji Ryoku
- Minna no Mahjong: Kenkō Mahjong DS
- Minna no Oekaki Yasan
- Minna no Suizokukan
- Minna to Kimi no Piramekino!
- Minute to Win It
- Mirakuru! Mimika DS
- Miss Princess: MisPri!
- Miss Spider's Sunny Patch Friends: Harvest Time Hop and Fly
- Misshitsukara no Dasshutsu, The°
- Misshitsukara no Dasshutsu 2, The
- Mission: Runway
- Mission-G
- Mitamekara Yomigaeru: Otona no Kikonashi Training
- Mite wa Ikenai
- Mitsukete! Keroro Gunsō
- Miyamoto Sansū Kyōshitsu no Kyōzai: Kashikoku naru Puzzle DS Ban
- Mizuiro Blood
- MLB 2K9 Fantasy All-Stars
- MLB Power Pros 2008
- Moe Moe 2-Ji Daisenryaku 2: Yamato Nadesico
- Moero! Nekketsu Rhythm Damashii Osu! Tatakae! Ōendan 2
- Moesta: Moeru Tōdai Eigojuku
- Moetan DS
- Mokushise! Zenko Kutaikai!! Let's! Brass!!
- Momie, La : La Tombe de l'empereur Dragon
- Mommy Talk DS
- Momotarō Dentetsu DS
- Momotarō Dentetsu World
- Momotarō Dentetsu: 20-Shūnen
- Mon ami le chaton
- Mon ami le chiot
- Mon ami le dauphin
- Mon ami le dauphin 2
- Mon ami le panda et les animaux du zoo
- Mon ami le perroquet
- Mon ami le poney
- Mon coach personnel : J'améliore mon anglais
- Mon coach personnel : J'améliore mon espagnol
- Mon coach personnel : J'enrichis mon vocabulaire
- Mon coach personnel : Mes recettes plaisir et ligne
- Mon premier Bescherelle
- Mondai na Nihongo
- Monde de Narnia, Le : Le Lion, la Sorcière blanche et l'Armoire magique
- Monde de Narnia, Le : Le Prince Caspian
- Monde de Nemo, Le : Course vers l'océan
- Monde de Titeuf et de Nadia, Le
- Monde des Ronrons, Le
- Mondes de Ralph, Les
- Mondial des records, le jeu vidéo officiel - Le
- Monkey Madness Island Escape
- Monochrome Boo and Baby Boo: Kururin Boo
- Monopoly
- Monopoly / Boggle / Yahtzee / Battleship
- Monoshiri Sengoku Ō
- Monster Band
- Monster Bomber
- Monster Frenzy
- Monster High : 13 Souhaits
- Monster High : Lycée d'enfer
- Monster High : Course de Rollers Incroyablement Monstrueuse
- Monster House
- Monster Jam
- Monster Jam: Path of Destruction
- Monster Jam: Urban Assault
- Monster Lab
- Monster Mayhem: Build and Battle
- Monster Puzzle
- Monster Racers
- Monster Rancher DS
- Monster Tale
- Monster Trucks DS
- Monstres contre Aliens
- Montessori Music
- Moomin Tani no Okurimono
- Moon
- Moorhuhn DS
- Mori no Cafeteria DS: Oshare na Cafe Recipe
- Morinaga Takurō no Okane no Shin Jōshiki DS Training
- Moshi Monsters: Katsuma Unleashed
- Moshi Monsters: Moshling Zoo
- Moshi Monsters: Moshlings Theme Park
- Moshimo!? Kinen Surunara...
- Moshimo!? Saibanin ni Eribaretara...
- Mosmallineun 3 Gongjuwa Hamkkehaneun Geulim-yeonsang Yeongdan-eo Amgibeob
- Moto Racer DS
- Mots croisés°
- Mots croisés 2
- Mots croisés pour tous
- Motto Hayaku! Seikaku Ni! Sū Sense Keisan Ryuoku Up Training - SūTore
- Motto Me de Unō o Kitaeru DS: Sokudoku Jutsu°
- Motto TOEIC Test DS Training
- Motto! Hamster to Kurasō: Akachan ga Umareta yo
- Motto! Stitch! DS Rhythm de Rakugaki Daisakusen
- Moi, moche et méchant : Minions en folie !
- Mōichido Tsūeru - The Otona no Shōgakkō
- Moxie Girlz
- Moyashimon DS
- Mr. Bean
- Mr. Driller: Drill Spirits
- Mr. Slime Jr.
- MTV Fan Attack
- Murder in Venice
- Murder on the Titanic
- Mushi: Machi no Konchū Monogatari
- Mushiking: The King of Beetles
- Mushishi: Amefuru Sato
- Mushitori Ōkoku, The
- Mushroom Men : Les Premiers Champignhommes
- MX vs. ATV Extrême Limite
- MX vs. ATV Reflex
- My Amusement Park
- My Animal Centre
- My Animal Centre in Africa
- My Animal Centre in Australia
- My Baby Boy et Girl
- My Baby 2 : Mon bébé a grandi
- My Baby 3 and Friends
- My Ballet Studio
- My Beauty Salon
- My Best Friends: Cats and Dogs
- My Chinese Coach
- My Dangerous Pet Snake
- My Dangerous Pet Spider
- My DoItAll
- My Dress-Up
- My Farm Around the World
- My Fashion Studio
- My First Dollhouse
- My French Coach
- My French Coach Level 2: Intermediate
- My Friends
- My Frogger Toy Trials
- My Fun Facts Coach
- My Hero: Doctor
- My Hero: Firefighter
- My Horse and Me
- My Horse and Me 2: Riding for Gold
- My Japanese Coach
- My Little Baby
- My Little Pony: Pinkie Pie's Party
- My Make-Up
- My Melody Angel Book: Denshi Techō and Enjoy Game
- My Pet Chimp
- My Pet Hotel 2
- My Pet Shop
- My Reading Tutor
- My SAT Coach
- My Spanish Coach Level 2: Intermediate
- My Stop Smoking Coach: Allen Carr's EasyWay
- My Vet Practice: In the Country
- My Virtual Tutor: Reading First Grade to Second Grade
- My Virtual Tutor: Reading Kindergarten to First Grade
- My Virtual Tutor: Reading Pre-K to Kindergarten
- My Weight Loss Coach
- My World, My Way
- MySims
- MySims Agents
- MySims Kingdom
- MySims Party
- MySims Racing
- MySims SkyHeroes
- Myst
- Mysterious Adventures in the Caribbean
- Mystery Case Files: MillionHeir
- Mystery Case Files: Prime Suspects
- Mystery Case Files: Ravenhearst
- Mystery Dungeon: Shiren the Wanderer
- Mystery Mansion
- Mystery P.I.: Portrait of a Thief
- Mystery Quest: Curse of the Ancient Spirits
- Mystery Stories
- Mystery Tales: Time Travel
- Mystery Tales 2: The Spirit Mask

## N
- N+
- Nakamura Sumiko Tettei Shidō: Shin TOEIC Test Ichinichi Ippun DS Lesson
- Nakamura Tooru Kanshū: Indo Shiki Keisan Drill DS
- Nakayoshi All-Stars: Mezase Gakuen Idol
- Nakayoshi Quiz no Oshigo to Theme Park
- Namco Museum DS
- NANA: Live Staff Daiboshū! Shoshinsha Kangei
- Nanami no Oshiete Eibunpō DS: Kisokara Manabu Step Up Gakushū
- Nanami no Oshiete English DS: Mezase TOEIC Master
- Nanashi no Game
- Nanashi no Game Me
- Nanatsuiro Drops
- Nancy Drew: The Deadly Secret of Olde World Park
- Nancy Drew: The Hidden Staircase
- Nancy Drew: The Model Mysteries
- Nancy Drew: The Mystery of the Clue Bender Society
- Nanda's Island
- Nandoku Kanji DS: Nandoku - Yojijukugo - Koji Kotowaza
- Nankoku Sodachi DS
- Nanostray
- Nanostray 2
- Napoleon Dynamite: The Game
- Naraba's World: Labyrinth of Light
- Naraba's World: The Mysterious Palace
- Naruto RPG 2: Chidori vs. Rasengan
- Naruto Shippuden: Dairansen! Kage Bunshin Emaki
- Naruto Shippūden: Naruto vs. Sasuke
- Naruto Shippuden: Ninja Council 4
- Naruto Shippuden: Ninja Destiny 2
- Naruto Shippuden: Shinobi Retsuden 3
- Naruto Shippuden: Shinobi Rumble
- Naruto: Ninja Council 3
- Naruto: Ninja Destiny
- Naruto: Path of the Ninja
- Naruto: Path of the Ninja 2
- Naruto: Saikyō Ninja Daikesshū 3
- Natalie Brooks: Mystery at Hillcrest High
- Natalie Brooks: The Treasures of the Lost Kingdom
- Nathan Anglais
- Nathan Entraînement CE1
- Nathan Entraînement CE2
- Nathan Entraînement CM1
- Nathan Entraînement CM2
- Nathan Entraînement 6ème
- National Geographic Panda
- Nazo Nazo and Quiz Ittō Nyūkon Q Mate!
- Nazotte Oboeru Otona no Kanji Renshū
- Nazotte Oboeru Otona no Kanji Renshū Kaitei-ban
- Nazotte Oboeru Otona no Kanji Renshū Kanzen-ban
- Need for Speed Carbon: Own the City
- Need for Speed: ProStreet
- Need for Speed: Undercover
- Need for Speed: Underground 2
- Need for Speed: Most Wanted
- Need for Speed: Nitro
- Negima!? Chō Mahora Taisen Chū: Checkiin Zenin Shūgō! Yappari Onsen Kichaimashitaa
- Negima!? Chō Mahora Taisen Kattoiin, Keiyaku Shikkō Dechai masū
- Neko Neko Bakery DS
- Neopets Puzzle Adventure
- Nep League DS
- Nervous Brickdown
- Net Ghost Pipopa: Pipopa DS @ Daibōken!!!
- Nettō! Powerful Kōshien
- Neves
- New Adventures of Moomin, The: The Great Autumn Party
- New Adventures of Moomin, The: The Mysterious Howling
- New Chūgaku Eitango Target 1800 DS
- New Eitango Target 1900 DS
- New Horizon English Course 1
- New Horizon English Course 2
- New Horizon English Course 3
- New Horizon English Course DS 1
- New Horizon English Course DS 2
- New Horizon English Course DS 3
- New International Track and Field
- New Shikakui Atama o Maru Kusuru DS
- New Super Mario Bros.
- New Touch Party Game
- New Unō Kids DS
- New York Times Crosswords, The
- New Zealand Story Revolution
- Ni Hao, Kai-Lan: New Year's Celebration
- Ni no Kuni: Shikkoku no madōshi
- Nicktoons MLB
- Nicola Kanshū: Model * Oshare Audition
- Nihon Keizai Shinbunsha Kanshū: Shiranai Mamade wa Son o Suru Mono ya Okane no Shikumi DS
- Nihongo de Asobo DS
- Nihongo Kentei DS
- Nihonshi DS
- Ninja Captains
- Ninja Gaiden: Dragon Sword
- Ninja Reflex
- Ninjatown
- Nintama Rantarō: Gakunen Taikōsen Puzzle! no Dan
- Nintama Rantarō: Nintama no Tame no Ninjutsu Training
- Nintendogs
- Nintendoji
- Nintendo Touch Golf: Birdie Challenge°
- Nippon Futsal League Kōnin: Minna no DS Futsal
- Nippon Golfers Kentei DS
- Nippon no Rekishi DS
- Nippon Shuzan Renmei Kanshū: Itsudemo Soroban DS
- Nippon Sūgaku Kentei Kyōkai Kōnin: Sūken DS - Otona ga Tokenai!? Kodomo no Sansū
- Nobunaga no Yabō DS 2
- Nobunaga's Ambition DS
- Nodame Cantabile
- Nodame Cantabile: Tanoshii Ongaku no Jikan Desu
- Noddy in Toyland
- Nōnai Aesthe: IQ Suppli DS
- Nōnai Aesthe: IQ Suppli DS 2: Sukkiri King Ketteisen
- Nora to Toki no Kōbō: Kiri no Mori no Majo
- Norimono Ōkoku DS: You! Unten Shichai na Yo!
- Norinori Relakkuma: Hit Song Ongakusai
- Nos voisins, les hommes
- Nos voisins, les hommes : Zamy pète les plombs !
- Nostalgia
- Nouveaux Héros, Les : Combat dans la Baie
- Nouvelles Aventures de T'Choupi et ses amis, Les
- Nova Usagi no Game de Ryūgaku!? DS
- NRL Mascot Mania
- Nuit au musée 2, La
- Numpla 10000-Mon
- Numpla VOW
- Nursery Mania

## O
- O.M.G. 26 - Our Mini Games
- Ōbunsha Deru-jun: Chiri DS
- Ōbunsha Deru-jun: Kokugo DS
- Ōbunsha Deru-Jun: Kōmin DS
- Ōbunsha Deru-Jun: Rekishi DS
- Ōbunsha Deru-Jun: Rika DS
- Ōbunsha Deru-Jun: Sansū DS
- Ochaken no Daibōken
- Ochaken no Daibōken 2: Yume Ippai no Omocha Hako
- Ochaken no Heya DS
- Ochaken no Heya DS 2
- Ochaken no Heya DS 3
- Ochaken no Heya DS 4: Ochaken Land de Hotto Shiyo?
- Odenkun: Tanoshii Oden Mura
- Odoru Daisōsasen The Game: Sensuikan ni Sennyū Seyo!
- Oekaki Puzzle Battle! Yūsha-Ō Gaogaigar Hen
- Oha Star 645: Musshees no Fushigi na Nōen - Yoshimoto Geinin to Tomodachi Net
- Oishinbo: DS Recipe Shū
- Ojaru-Maru DS: Ojaru to Okeiko Aiueo
- OK! Puzzle Stars
- Okada Toshio no Itsumademo DEBU to Omōnayo: DS Recording Diet
- Okaeri! Chibi-Robo! Happy Richie Oosōji
- Ōkamiden
- Oktoberfest: The Official Game
- One Piece: Gear Spirit
- One Piece: Gigant Battle 2 - Shinsekai
- One Piece: Gigant Battle!
- Onegai My Melody
- Oni Zero: Sengoku Ransei Hyakkaryōran
- Onsei Kanjō Sokuteiki: Kokoro Scan
- Ontamarama
- Ookiku Furika Butte
- Operation: Vietnam
- Ōran Kōkō Host-Bu DS
- Orcs and Elves
- Ore ga Omae o Mamoru
- Ore-Sama Kingdom: Koi no Manga mo Debut o Mokushise! Doki Doki Love Lesson
- Original Frisbee Disc Sports: Ultimate and Golf
- Original Story from Fairy Tail: Gekitotsu! Kardia Daiseidō
- Orla Frosnapper
- Oshaberi Ōmu
- Oshare Majo Love and Berry: DS Collection
- Oshare na Koinu DS
- Oshare ni Koishite 2 Plus
- Oshare Princess DS: Oshare ni Koishite!
- Oshare Princess DS: Oshare ni Koishite 2
- Oshiri Kajiri Mushi no Rhythm Lesson DS: Kawai Ongaku Kyōshitsu Kanshū
- Osu! Tatakae! Ōendan
- Osumitsuki Series: Matsuda Tadanori Onsen Kyōju Kanshū - Zenkoku DokoDemo Onsen Techō
- Osumitsuki Series: Shokusai Roman Katei de Dekiru! Chomeijin - Yūmei Ryōrinin no Original Recipe
- Othello de Othello DS
- Otogi Jūshi Akazukin
- Otometeki Koi Kakumei * Love Revo!! DS
- Otona no DS Mystery: Idumi Jiken File
- Otona no Jōshikiryoku Training DS
- Otona no Onnaryoku Kentei
- Otona no Renai Shōsetsu: Harlequin Selection
- Otona Ryoku Kentei
- Otoshi Deka: Keiji-San, Watashi ga Yarimashita
- Où est Charlie ? Le Voyage fantastique°
- Oui-Oui : Grande Fête au Pays des Jouets
- Oui-Oui et le Grand Carnaval des jouets
- Our House
- Overlord : Les Larbins en folie
- Oyaku de Asoberu DS Ehon: Ukkari Penelope

## P
- Pac 'n Roll
- Pachi and Slot Hisshōbon DS
- Pac-Man World 3
- Pac-Pix
- Paint by DS
- Palace pour chiens
- Pang: Magical Michael
- Panpaka Panya-San
- Panzer Tactics DS
- Partouche Poker Tour
- Party Carnival
- Party Unō Quiz, The
- Pass the Pigs: Let the Good Swines Roll!
- Pass your Driving Theory Test: 2010 Edition
- Passeport : Du CP au CE1
- Passeport : Du CE1 au CE2
- Passeport : Du CE2 au CM1
- Passeport : Du CM1 au CM2
- Passeport : Du CM2 à la 6ème
- Patto Tokueru
- Paws and Claws: Best Friends - Dogs and Cats
- Paws and Claws: Marine Rescue
- Paws and Claws: Pampered Pets
- Paws and Claws: Pampered Pets 2
- Paws and Claws: Pet Vet
- Paws and Claws: Pet Vet 2
- Paws and Claws: Regal Resort
- PDC World Championship Darts 2009
- Pe-Jongju to Manabu Kankokugo DS: Date-Hen
- Pe-Jongju to Manabu Kankokugo DS: Test-Hen
- Peggle: Dual Shot
- Pékin Express : La Route de l'Himalaya
- Pen 1 Grand Prix: Penguin no Mondai Special
- Penguin no Mondai: Saikyō Penguin Densetsu!
- Penguin no Mondai: Tenkū no 7 Senshi
- Penguin no Mondai: The World
- Peppa Pig: Fun and Games
- Peppa Pig: The Game
- Peppa Pig: Theme Park Fun
- Percy Jackson : Le Voleur de foudre
- Personal Trainer: Math
- Personal Trainer: Walking
- Pet Pals: Animal Doctor
- Pet Pals: New Leash on Life°
- Pet Shop Monogatari DS 2
- Pet Vet: Down Under
- Petit Futé : Travel and Play
- Petit Monde de Charlotte, Le
- Petite Sirène, La : L'Aventure sous-marine d'Ariel
- Petz Fantasy: Moonlight Magic
- Petz Fantasy: Sunshine Magic
- Petz Fashion: Dogz and Catz
- Petz: Bunnyz
- Petz: Bunnyz Bunch
- Petz: Catz 2
- Petz: Catz Playground
- Petz: Dogz Superstar°
- Petz: Dogz Talent Show
- Petz: Fashion Star
- Petz: Hamsterz 2
- Petz: Hamsterz Superstar°
- Petz: Horsez Family
- Petz: My Horse Family
- Petz: Nursery°
- Petz: Nursery 2
- Petz: Playschool
- Petz: Pony Beauty Pageant
- Petz: Puppyz and Kittenz
- Petz : Ma famille chatons
- Petz : Ma famille chiots
- Petz : Ma famille pandas
- Petz : Ma famille poulains
- Petz : Ma famille singes
- Phantasy Star Zero°
- Phil Taylor's Power Play Darts
- Phinéas et Ferb
- Phinéas et Ferb, le film
- Phineas and Ferb Ride Again
- Phineas and Ferb: Quest for Cool Stuff
- Phoenix Wright: Ace Attorney
- Phoenix Wright: Ace Attorney - Justice for All
- Phoenix Wright: Ace Attorney - Trials and Tribulations
- Phonics de Minitsuku Eigo
- Photo Phantasy
- Photo World DSi
- Pic Pic
- Picross 3D
- Picross DS
- Pictionary
- PictoImage
- Picture Perfect Hair Salon
- Picture Puzzle Collection: The Dutch Masters
- Pillow Pets
- Pimp My Ride: Street Racing
- Ping Pals
- Pingouins de Madagascar, Les
- Pingouins de Madagascar, Les : Le Docteur Blowhole est de retour
- Pingu no Waku Waku Carnival!
- Pinkalicious
- Pirates des Caraïbes : Le Secret du coffre maudit
- Pirates des Caraïbes : Jusqu'au bout du monde
- Pirates: Duels on the High Seas
- Piyodamari DS
- Planes
- Planète 51
- Planet Rescue : Au secours de l'île tropicale
- Planet Rescue : Au secours des animaux marins
- Planet Rescue : Au secours des animaux sauvages
- Plantes contre zombies°
- Platinum Sudoku
- Playmobil Knights
- Playmobil Top Agents
- Playmobil: Pirates
- Plus belle la vie : Le Secret du Dr Livia
- Plus belle la vie 2 : Le Mystérieux Passé de Vincent
- Plushees
- Pocket Chikyūgi DS: Sawatte Tanoshimu Jinrui 5000 Toshi no Ayumi
- Pogo Island
- Point Blank DS
- Pokémon Card Game: Asobikata DS
- Pokémon Conquest
- Pokémon Dash
- Pokémon Diamant et Perle
- Pokémon Donjon Mystère : Explorateurs de l'ombre et Explorateurs du temps
- Pokémon Donjon Mystère : Explorateurs du ciel
- Pokémon Link!
- Pokémon Donjon Mystère : Équipe de secours bleue
- Pokémon Noir et Blanc
- Pokémon Noir 2 et Blanc 2
- Pokémon Or HeartGold et Argent SoulSilver
- Pokémon Platine
- Pokémon Ranger
- Pokémon Ranger : Nuit sur Almia
- Pokémon Ranger : Sillages de lumière
- Poképark Fishing Rally DS
- Polar Bowler
- Polar Rampage
- Polarium
- Pony Friends
- Pony Friends 2
- Pony Friends: Mini Breeds Edition
- Pony Luv
- Pop Cutie! Street Fashion Simulation
- Pop Town
- Poptropica Adventures
- Populous DS
- Post Pet DS: Yumemiru Momo to Fushigi no Pen
- Postman Pat
- Postman Pat: Special Delivery Service
- Poupee Girl DS
- Poupee Girl DS 2 (Elegant Mint Style et Sweet Pink Style)
- Power Play Pool
- Power Play Tennis
- Power Pocket Kōshien
- Power Pro Kun Pocket 8
- Power Pro Kun Pocket 9
- Power Pro Kun Pocket 10
- Power Pro Kun Pocket 11
- Power Pro Kun Pocket 12
- Power Pro Kun Pocket 13
- Power Pro Kun Pocket 14
- Power Rangers : Samurai
- Power Rangers: Super Legends
- Powerbike
- Powerful Golf
- Powershot Pinball Constructor
- Practise English!
- Press your Luck: 2010 Edition
- Pretty Rhythm Collection
- Prey the Stars
- Price Is Right, The°
- Price Is Right: 2010 Edition, The
- Prince of Persia: The Fallen King
- Prince of Persia : Les Sables oubliés
- Princess Debut : Le Bal royal
- Princess in Love
- Princess Isabella: A Witch's Curse
- Princess Maker 4: Special Edition
- Princess Natasha: Student - Secret Agent - Princess
- Princess on Ice
- Princesse et la Grenouille, La
- Princesse Mélodie
- Prinzessin Lillifee: Feenzauber
- Prism: Light the Way
- Pro Evolution Soccer 6
- Pro Evolution Soccer 2008
- Pro Ninaru Mahjong DS
- Pro Wrestling Kentei DS
- Pro Yakyū Famista DS
- Pro Yakyū Famista DS 2009
- Pro Yakyū Famista DS 2010
- Pro Yakyū Team o Tsukurō!
- Pro Yakyū Team o Tsukurō! 2
- Professional Fisherman's Tour: Northern Hemisphere
- Professor Brainium's Games
- Professor Heinz Wolff's Gravity
- Professeur Layton et l'Étrange Village
- Professeur Layton et la Boîte de Pandore
- Professeur Layton et l'Appel du Spectre
- Professeur Layton et le Destin perdu
- Programme d'entraînement cérébral du Dr Kawashima : Quel âge a votre cerveau ?°
- Programme d'entraînement cérébral avancé du Dr Kawashima : Quel âge a votre cerveau ?
- Project Hacker: Kakusei
- Project Rub
- Pucca Power Up
- Puchi Eva: Evangelion @ Game
- Puchi Puchi Virus
- Puffins: Island Adventure
- Puppy Luv: Spa and Resort
- Puppy Palace
- Pururun! Shizuku-Chan Aha-* DS Drill Kokugo
- Pururun! Shizuku-Chan Aha-* DS Drill Sansū
- Pururun! Shizuku-Chan Meiro no Mori no Dōbutu Tachi
- Puyo Pop Fever
- Puyo Puyo 7
- Puyo Puyo Fever 2
- Puyo Puyo! 15th Anniversary
- Puyo Puyo!! 20th Anniversary
- Puzzle Bobble DS
- Puzzle Bobble Galaxy
- Puzzle Chronicles
- Puzzle City
- Puzzle de Harvest Moon
- Puzzle Expedition
- Puzzle Kingdoms
- Puzzle League DS°
- Puzzle League Express
- Puzzle Mate: Crossword Mate
- Puzzle Mate: Nanpure Mate
- Puzzle Mate: Oekaki Mate
- Puzzle Quest 2
- Puzzle Quest: Challenge of the Warlords°
- Puzzle Quest: Galactrix
- Puzzle Series Vol. 1: Jigsaw Puzzle
- Puzzle Series Vol. 2: Crossword
- Puzzle Series Vol. 4: Kakuro
- Puzzle Series Vol. 5: Slither Link
- Puzzle Series Vol. 6: Illust Logic
- Puzzle Series Vol. 7: Crossword 2
- Puzzle Series Vol. 8: Nankuro
- Puzzle Series Vol. 9: Sudoku 2 Deluxe
- Puzzle Series Vol. 10: Hitori ni Shitekure
- Puzzle Series Vol. 11: Nurikabe
- Puzzle Series Vol. 12: Akari
- Puzzle Series Vol. 13: Kanji Puzzle
- Puzzle Series: Jigsaw Puzzle Oden-Kun
- Puzzle Series: Jigsaw Puzzle: Koinu Mekuri Hen
- Puzzle Series: Jigsaw Puzzle: Koneko Mekuri
- Puzzle Series: Odenkun 2
- Puzzle Time
- Puzzle: Sightseeing°
- Puzzle: Underwater
- Puzzler Collection
- Puzzler World
- Puzzler World 2
- Puzzler World 2012

## Q
- Quatre Fantastiques et le Surfer d'argent, Les
- Queen Teen: The Clique
- Quest Trio, The: Jewels, Cards and Tiles
- Questions pour un champion : Édition spéciale 20 ans
- Qui veut gagner des millions ?
- Quick Yoga Training
- QuickSpot
- Quiz 30000-Mon, The
- Quiz and Touch Kensaku: Mushi Zokan DS
- Quiz Kirameki Star Road
- Quiz Magic Academy DS
- Quiz Magic Academy DS: Futatsu no Jikū Koku
- Quiz no Tabi
- Quiz Present Variety Q-Sama!! DS: Pressure Study x Atama ga Yoku naru Drill SP
- Quiz Taxi
- Quiz! Hexagon II
- Quiz! Nihongo-Ō
- Qupu!! Mame Goma!

## R
- Raa Raa the Noisy Lion
- Race Driver: Create and Race
- Race Driver: GRID
- Radiant Historia
- Rafa Nadal Tennis
- Ragnarök DS
- Rain Drops
- Rainbow Islands Revolution
- Raiponce
- Rakuraku Shindenzu Training DS
- Ram Racing
- Rango
- Rapala Pro Bass Fishing
- Ratatouille
- Ratatouille : Cuisine en délire
- Rayman DS
- Rayman contre les lapins crétins
- Rayman contre les lapins encore plus crétins
- Rayman Prod' présente : The Lapins Crétins Show
- Reader Rabbit Kindergarten
- Ready Steady Cook
- Real Adventures: Pet Vet
- Real Adventures: Wild Horses
- Real Crimes: The Unicorn Killer
- Real Madrid: The Game
- Real Football 2008
- Real Football 2009°
- Real Stories : Amoureux pour la vie
- Real Stories : Babies
- Real Stories : Cheval Academy
- Real Stories : Mission Équitation
- Real Stories : Mon hôtel de rêve
- Real Stories : Vétérinaire
- Real Stories : Vétérinaire - Mission Australie
- Real Time Conflict: Shogun Empires
- Really? Really! DS
- Rebelle
- Rebelles de la forêt, Les
- Rec Room Games
- Recettes de cuisine avec Cyril Lignac
- Red Bull BC One
- Red Stone DS: Akaki Ishi ni Michibikareshi Monotachi
- Reine des neiges, La: La Quête d'Olaf
- Rekiken DS
- Rekishi Adventure: Quiz San Goku Shi Tsū DS
- Rekishi Gunzō Presents: Monoshiri San Goku Shi
- Rekishi Taisen Gettenka: Tenkaichi Battle Royale
- Relaxuma * Rhythm: Mattari Kibun de Da Run Run Run
- Remindelight
- Remyuōru no Renkinjutsushi
- Resident Evil: Deadly Silence
- Restaurant Tycoon
- Retro Atari Classics
- Retro Game Challenge
- Reversal Challenge
- Rhapsody: A Musical Adventure
- Rhythm 'n Notes: Improve your Music Skills
- Rhythm de Cooking
- Rhythm de RunRunRun
- Rhythm Paradise
- Ridge Racer DS
- Riding Academy 2
- Riku to Johan: Kaeta Nimai no E
- Ringling Bros. and Barnum and Bailey: Circus Friends - Asian Elephants
- Rio
- River City Soccer Hooligans
- River City Super Sports Challenge
- River King: Mystic Valley
- Road to Vegas
- Roary the Racing Car
- Robocalypse
- Robots
- Rock Band 3
- Rock Blast
- Rock Revolution
- Rock University Presents: The Naked Brothers Band The Video Game
- Rockin' Pretty
- Rockman.EXE: Operate Shooting Star
- Rois de la glisse, Les
- Rollin' Rascals
- Rondo of Swords
- Ron-Q! Highland in DS
- Roogoo Attack
- Rooms: The Main Building
- Rosario to Vampire
- Royaume de Ga'Hoole, Le : La Légende des gardiens
- RPG Tsukuru DS
- RPG Tsukuru DS+: Create the New World
- Rub Rabbits! - The
- Rubik's World
- Rudolph the Red-Nosed Reindeer
- Runaway 2: The Dream of the Turtle
- Runaway: A Twist of Fate
- Rune Factory: A Fantasy Harvest Moon
- Rune Factory 2: A Fantasy Harvest Moon
- Rune Factory 3: A Fantasy Harvest Moon
- Ryōkiki Exercise

## S
- Saeki Chizu Shiki Yumemihada: Dream Skincare
- Safari Adventures Africa
- Safecracker : Expert en cambriolage
- Sagasō, The: Fushigi na Konchū no Mori
- Saibanin, The: 1-tsu no Shinjitsu, 6-tsu no Kotae
- Saihai no Yukue
- Saikin Koishiteru?
- Saikyō Tōdai Shogi DS
- Sailor Moon: La Luna Splende
- Saitō Takashi no DS de Yomu Sanshoku Ball-Pen Meisaku Juku
- Saiyūki: Kinkaku, Ginkaku no Inbō
- Saka no Gabaibaa-Chan
- Sakai Burai Kaiji: Death or Survival
- Sakana to Asobō! Aquazone DS - Kaisuigyo
- Sakashō DS
- SakaTsuku DS: Touch and Direct
- SakaTsuku DS: World Challenge 2010
- Sakura Note: Ima ni Tsunagaru Mirai
- Sally's Salon
- Salon Superstar
- Samantha Oups ! Le Jeu
- Samantha Swift and the Hidden Roses of Athena
- San Goku Shi DS
- San Goku Shi DS 2
- San Goku Shi DS 3
- San Goku Shi Taisen DS
- San Goku Shi Taisen Ten
- Sands of Destruction
- Sankei Sports Kanshū: Wi-Fi Baken Yosō Ryoku Training: Umania 2007 Nendo-ban
- Sansū Puzzle de Migaku: Gakken Otona no Shikō Sense
- Santa Claus is Comin' to Town!
- San-X Chara Sagashi Land
- San-X Character Channel: All-Star Daishūgō!
- San-X Land: Theme Park de Asobō
- Sarah: Keeper of the Unicorn
- Saru Saru DS
- Satisfashion: Rock the Runway
- SBI Group Kanshū: Hajime You! Shisan Unyō DS
- SBK: Snowboard Kids
- Scene It? Twilight
- Schtroumpfs, Les
- Schtroumpfs 2, Les
- Science Papa
- Scooby-Doo ! Panique dans la marmite
- Scooby-Doo! Démasqué
- Scooby-Doo! Opération Chocottes
- Scooby-Doo! Qui regarde qui ?
- Scrabble
- Scrabble interactif : Édition 2007
- Scribblenauts
- Scripps Spelling Bee
- Scurge: Hive
- SD Gundam: G Generation DS
- SD Gundam: G Generation - Cross Drive
- SD Gundam Sangokuden Brave Battle Warriors: Shin Mirisha Taisen
- Sea Monsters: A Prehistoric Adventure
- Sea Park Tycoon
- Sea World: Shamu's Deep Sea Adventures
- Secret Files: Tunguska
- Secret Files 2: Puritas Cordis
- Secret Flirts
- Secret Story : Le Jeu officiel de l'émission
- Secrets of the Titanic
- Secret Saturdays, The: Beasts of the 5th Sun
- Sega Casino
- Sega Superstars Tennis
- Seigneur des anneaux, Le : L'Âge des conquêtes
- Seigneur des anneaux, Le : La Quête d'Aragorn
- Seitokai no Ichizon: DS-suru Seitokai
- Sekai Fushigi Hakken DS: Densetsu no Hitoshi-kun Ningyō o Sagase
- Sekai no Hate Made Itte Q! Chinjū Hunter Imoto no Daibōken
- Sekai no Shogi
- Sekaishi DS
- Sengoku Spirits: Gunshiden
- Sengoku Spirits: Mōshōden
- Sengoku Spirits: Shukunden
- Senkan, The
- Sensha, The
- Sesame Street: Cookie's Counting Carnival - The Videogame
- Sesame Street: Elmo's A-to-Zoo Adventure - The Videogame
- Sesame Street: Elmo's Musical Monsterpiece
- Sesame Street: Ready, Set, Grover!
- Settlement: Colossus
- Settlers, The
- Shaberu! DS Oryōri Navi
- Shaberu! DS Oryōri Navi: Marugoto Teikoku Hotel
- Shakugan no Shana DS
- Shanghai
- Shanghai DS 2
- Shaun the Sheep
- Shaun the Sheep: Off His Head
- Shaun White Snowboarding
- Shawn Johnson Gymnastics°
- Shepherd's Crossing 2
- Sherlock Holmes : Le Mystère de la momie
- Sherlock Holmes : Le Secret de la Reine
- Shibō Nenshō Keikaku: YaseTore!! DS
- Shichida Shiki Training Unō Tanren Unotan DS: Otona no Sokudoku Training
- Shichida Shiki Training Unō Tanren Unotan DS: Shun Kan Shōbu! Handanryoku
- Shikaku Kentei DS
- Shikakui Atama o Maru Kusuru: DS Jōshiki, Nanmon no Shō
- Shikakui Atama o Maru Kusuru: DS Keisan no Shō
- Shikakui Atama wo Maruku Suru: DS Kanji no Shō
- Shin Chan: Flipa en colores
- Shin Hisui no Shizuku: Hiiro no Kakera 2 DS
- Shin Lucky * Star Moe Drill: Tabidachi
- Shin Maru Gōkaku: Shikaku Busshu! IT Passport Shiken
- Shin Megami Tensei: Devil Survivor
- Shin Megami Tensei: Devil Survivor 2
- Shin Megami Tensei: Strange Journey
- Shin Nōkyo Iku
- Shin Sengoku Tenkatōitsu: Gunyū Tachi no Sōran
- Shining Force Feather
- Shining Stars: Super Starcade
- Shinken Zemi Shōgaku Kōza: Challenge 5-nensei Perfect Kanji Keisan Master DS
- Shinreigari: Ghost Hound DS
- Shinri Kenkyūka Yūki Yū Kanshū: Mainichi Kokorobics DS Therapy
- Shinseiki Evangelion Ayanami Ikusei Keikaku DS with Asuka Hokan Keikaku
- Shion no Ō: The Flowers of Hard Blood
- Shiseido Beauty Solution Kaihatsu Center Kanshū: Project Beauty
- Shogi World Champion: Gekisashi DS
- Shoho Kara Hajimeru Otona no Eitango Renshū
- Shokera Renai Otona no Tame no Metabo Dassutsu Training
- Shonen Kininden Tsumuji
- Shorts
- Shōbōtai, The
- Shōnen Sunday and Shōnen Magazine: White Comic
- Shōnen Sunday x Shōnen Magazine: Nettō! Dream Nine
- Showtime Championship Boxing
- Shrek le troisième
- Shrek 4 : Il était une fin
- Shrek : La Fête foraine en délire
- Shrek : Ogres et Dranons
- Shrek: Smash n' Crash Racing
- Shrek: Super Slam
- Shugo Chara! 3-tsu no Tamagoto Koisuru Joker
- Shugo Chara! Amu no Niji-iro Chara Change
- Shugo Chara! Norinori! Chara na Rhythm
- Shuwa no Mori
- Sideswiped
- Sigma Harmonics
- Signal
- Silly Bandz
- Silverlicious
- SimAnimals
- SimAnimals Africa
- SimCity DS
- SimCity DS 2
- Simpson, le jeu - Les
- Sims 2, Les
- Sims 2, Les : Mes petits compagnons
- Sims 2, Les : Naufragés
- Sims 2, Les : Animaux et Cie
- Sims 3, Les
- Six Flags Fun Park
- Skate It
- Slide Adventure: Mag Kid
- Slingo Quest°
- Sloane to MacHale no Nazo no Story
- Sloane to MacHale no Nazo no Story 2
- Smart Boy's Gameroom
- Smart Boy's Gameroom 2
- Smart Boy's: Toys Club
- Smart Boy's: Winter Wonderland
- Smart Girl's Party Game
- Smart Girl's Playhouse
- Smart Girls Playhouse 2
- Smart Girl's Playhouse Party
- Smart Girl's: Magical Book Club
- Smart Girl's: Winter Wonderland
- Smart Kid's Gameclub
- Smart Kid's Party Fun Pak
- Smart Kids: Mega Game Mix
- Smiley World: Island Challenge
- SNK vs. Capcom Card Fighters DS
- Snood 2: On Vacation
- Snoopy DS: Snoopy to Nakama Tachi ni Ai ni Ikō!
- Snoopy no Aiken DS: Chitte Okitai Inu no Koto - Inu no Noōryoku - Anata no Shitsuke
- Snoopy to Issho ni DS Eigo Lesson
- So Blonde : Retour sur l'île
- Sōkō Kihei Gun Ground, The
- Sokoban DS
- Sōkoku no Kusabi: Hiiro no Kakera 3 DS
- Solatorobo: Red the Hunter
- Solitaire Overload
- Solitaire Overload Plus
- Solitaire: Ultimate Collection
- Soma Bringer
- Sommelier DS
- Sonic and Sega All-Stars Racing
- Sonic Chronicles : La Confrérie des ténèbres
- Sonic Classic Collection DS
- Sonic Colours
- Sonic Rush
- Sonic Rush Adventure
- Sonny with a Chance
- Sonshi no Heihō DS
- Sora no Otoshimono Forte: Dreamy Season
- Sorciers de Waverly Place, Les
- Soreike! Anpanman: Baikinman no Daisakusen
- Soroban DS
- SOS Fantômes, le jeu vidéo
- Sōseiki Gadget Robo
- Soul Bubbles
- Soul Eater: Medusa no Inbō
- Souris City
- Space Camp
- Space Invaders Extreme
- Space Invaders Extreme 2
- Space Invaders Revolution
- Spanish for Everyone!
- Spectral Force Genesis
- Spectrobes
- Spectrobes : Les Portes de la galaxie
- Speed Racer, le jeu vidéo
- Spellbound
- Spelling Challenges and More!
- Spice and Wolf: Holo's and My One Year
- Spice and Wolf: The Wind that Spans the Sea
- Spider-Man 2
- Spider-Man 3
- Spider-Man : Allié ou Ennemi
- Spider-Man : Aux frontières du temps
- Spider-Man : Bataille pour New York
- Spider-Man : Dimensions
- Spider-Man : Le Règne des ombres
- Spitfire Heroes: Tales of the Royal Air Force
- Spore Créatures
- Spore : La Bataille des héros
- Sports Daishūgō, The: Yakyū-Tennis-Volleyball-Futsal-Golf
- Sports Collection
- Sports Island DS
- Sprung
- Spy Kids: All the Time in the World
- Spyro: Shadow Legacy
- Squeeballs Party
- Squinkies
- Squinkies 2: Adventure Mall Surprize!
- Squishy Tank
- Star Fox Command
- Star Trek: Tactical Assault
- Star Wars: Battlefront - Elite Squadron
- Star Wars, épisode III : La Revanche des Sith
- Star Wars: The Clone Wars - L'Alliance Jedi
- Star Wars: The Clone Wars - Les Héros de la République
- Star Wars: Lethal Alliance
- Star Wars : Le Pouvoir de la Force
- Star Wars : Le Pouvoir de la Force II
- Steal Princess
- Steel Horizon
- Steve Soresi no Business Eikaiwa PeraPera DS Training
- Steve Soresi no Eikaiwa PeraPera DS Training
- Stitch Jam
- Story of Noah's Ark, The
- Stratego
- Street Football
- Strike Witches: Aoi no Dengekisen - Shin Taichō Funtōsuru!
- Strike Witches 2: Iyasu Naosu Punipunisuru
- Style Book: Cinnamoroll
- Style Book: Fushigi Boshi no Futago Hime Gyu!
- Style Book: Junior City
- Style Lab: Fashion Design
- Style Lab: Jewelry Design
- Style Lab: Makeover
- Subbuteo
- Sudoku Ball Detective
- Sudoku DS: Nikoli no Sudoku Ketteiban
- Sudoku Gridmaster
- SudokuManiacs
- Sudokuro
- Sugar Bunnies DS
- Sugar Sugar Rune: Queen Shiken wa Dai Panic
- Suikoden Tierkreis
- Suiri, The: Shinshō 2009
- Suite Life of Zack and Cody, The: Circle of Spies
- Suite Life of Zack and Cody, The: Tipton Trouble
- Suite PreCure: Melody Collection
- Sukashikashipanman DS: Shokotan koto Nakagawa Shōko Produce!
- Suki Desu Suzuki-kun!! 4-nin no Suzuki-kun
- Summon Night
- Summon Night 2
- Summon Night X: Tears Crown
- Summon Night: Twin Age
- Sun Crossword Challenge, The
- Sunken Treasure
- Sunrise Anime Duke - Sunrise no Jōshiki: Minna no Hijōshiki Vol.1
- SupaRobo Gakuen
- Super Auto Salon: Custom Car Contest
- Super Black Bass Fishing
- Super Collapse 3
- Super Dodgeball Brawlers
- Super Fruit Fall
- Super Mario 64 DS
- Super Monkey Ball Touch and Roll
- Super Nacho
- Super Princess Peach
- Super Robot Taisen K
- Super Robot Taisen L
- Super Robot Taisen OG Saga: Endless Frontier
- Super Robot Taisen OG Saga: Masō Kishin - The Lord of Elemental
- Super Robot Taisen OG Saga: Mugen no Frontier EXCEED
- Super Robot Taisen W
- Super Scribblenauts
- Super Speed Machines
- Superman Returns
- Supermodel Makeover by Lauren Luke
- Sushi Academy
- Sushi Go Round
- Suske en Wiske: De Texas Rakkers
- Sūgaku Master DS
- Sūji de Kitaeru Nōryoku Training: Argo and Trinca
- Sūjin Taisen
- Suzuki Super-bikes II: Riding Challenge
- Suzumiya Haruhi no Chokuretsu
- Sword World 2.0: Game Book DS
- Syberia
- System: Flaw

## T
- T.A.C. Heroes: Big Red One
- T'choupi et ses amis
- Tabi no Yubisashi Kaiwachō DS: DS Series 1 Thai
- Tabi no Yubisashi Kaiwachō DS: DS Series 2 Chūgoku
- Tabi no Yubisashi Kaiwachō DS: DS Series 3 Kankoku
- Tabi no Yubisashi Kaiwachō DS: DS Series 4 America
- Tabi no Yubisashi Kaiwachō DS: DS Series 5 Deutsch
- Table Game, The
- Table Game Spirits
- Table Game Spirits 2
- Table Game Spirits V
- Tactical Guild
- Tacticslayer: Ritina Guard Senki
- Tadashii Nihongo DS
- Tago Akira no Atama no Taisō Dai-1-Shū: Nazotoki Sekai Isshū Ryokō
- Tago Akira no Atama no Taisō Dai-2-Shū: Ginga Ōdan Nazotoki Adventure
- Tago Akira no Atama no Taisō Dai-3-Shū: Fushigi no Kuni no Nazotoki Otogibanashi
- Tago Akira no Atama no Taisō Dai-4-Shū: Time Machine no Nazotoki Daibōken
- Taiheiyō no Arashi DS
- Taiko no Tatsujin DS
- Taiko no Tatsujin DS: Dororon! Yōkai Daikessen!!
- Taisen!! Ka to Chan no Kororonpe!
- Taitsu-Kun: Jōshi ga Okori-nikui Sawayaka Manners
- Tak: Mojo Mistake
- Tak: The Great Juju Challenge
- Takahashi Shoten Kanshū: Saihinshutsu! SPI Perfect Mondaishū
- Takahashi Shoten Kanshū: Saihinshutsu! SPI Perfect Mondaishū DS 2010 Nendohan
- Takahashi Shoten Kanshū: Saihinshutsu! SPI Perfect Mondaishū DS 2011 Nendohan
- Takahashi Shoten Kanshū: Saihinshutsu! SPI Perfect Mondaishū DS 2012 Nendohan
- Take A Break's: Puzzle Bonanza
- Take A Break's: Puzzle Master
- Take-Out! DS Series 1: Tetsudō Data File
- Take-Out! DS Series 2: Yachō Daizukan
- Tales of Hearts
- Tales of Innocence
- Tales of the Tempest
- Tamagotchi Collection
- Tamagotchi Connexion: Corner Shop
- Tamagotchi Connexion: Corner Shop 2
- Tamagotchi Connexion: Corner Shop 3
- Tamagotchi Kira Kira Omisecchi
- Tamagotchi no Appare! Niji-Venture
- Tamagotchi no Narikiri Challenge
- Tamagotchi no Narikiri Channel
- Tamagotchi no Pichi Pichi Omisecchi
- Tangram Mania
- Tank Beat
- Tanoshii Yōchien: Kotoba to Asobo!
- Tantei Jingūji Saburō DS: Akai Chō
- Tantei Jingūji Saburō DS: Fuserareta Shinjitsu
- Tantei Jingūji Saburō DS: Kienai Kokoro
- Tantei Kibukawa Ryosuke Jiken Tan: The Masquerade Lullaby
- Tao's Adventure: Curse of the Demon Seal
- Team Batista no Eikō: Shinjitsu o Tsumugu 4-tsu no Karte
- Team Umizoomi
- Tecmo Bowl: Kickoff
- Teenage Mutant Ninja Turtles 3: Mutant Nightmare
- Teenage Mutant Ninja Turtles: Arcade Attack
- Teenage Zombies : L'Invasion des cerveaux extra-terrestres
- Teku Teku Angel Pocket with DS Teku Teku Nikki
- Télé 7 Jeux : Échecs
- Télé 7 Jeux : Mots croisés
- Télé 7 Jeux : Mots fléchés
- Télé 7 Jeux : Texas Hold'Em Poker Pack
- Télé 7 Jeux : WordJong
- Telly Addicts
- Tempête de boulettes géantes
- Tempête de boulettes géantes 2
- Tenchu: Dark Secret
- Tengai Makyō II: Manji Maru
- Tengen Toppa Gurren-Lagann
- Tenkaichi * Sengoku Lovers DS
- Tennis Elbow
- Tennis Masters
- Tennis no Oji-Sama 2005: Crystal Drive
- Tennis no Oji-Sama Gyutto! Dokidoki Survival Umi to Yama no Love Passion
- Tennis no Oji-Sama: Doubles no Oji-Sama (Boys, Be Glorious! et Girls, Be Gracious!)
- Tennis no Oji-Sama: Driving Smash! (Side Genius et Side King)
- Tennis no Oji-Sama: Motto Gakuensai no Ōji-Sama - More Sweet Edition
- Tenohira Gakushū: Chikyū no Narabe Kata
- Tetris DS
- Tetris Party Deluxe
- Tetsudō Kentei DS
- Tetsudō Musume DS
- Tetsudō Seminar: JR-Hen
- Tetsudō Seminar: Oote Shitetsuhen
- Texas Hold'Em Poker DS
- That's So Raven: Psychic on the Scene
- Theme Park
- Theresia
- theta
- Think: Train your Brain
- thinkSMART
- thinkSMART: Chess for Kids
- thinkSMART: Crazy Machines - Wacky Problem Solving!
- thinkSMART: Labyrinth
- thinkSMART: Scotland Yard - Hunting Mr. X
- Thomas and Friends: Hero of the Rails
- Thor : Dieu du tonnerre
- Thrillville : Le Parc en folie
- ThunderCats
- Tiger Woods PGA Tour
- Tiger Woods PGA Tour 08
- Tim Power : Bricoleur de génie
- Tim Power : Champion de foot
- Tim Power : Héros du feu
- Tim Power : Justicier dans la ville
- Tim Stockdale's Riding Star
- Time Ace
- Times Crossword Challenge, The
- Timmy Time
- Tin Can! Escape
- Tincle no Balloon Fight DS
- Titanic Mystery°
- Titanic Mystery 2
- Titeuf et Nadia Mégafunland
- Titeuf, le film
- Titeuf : Mission Nadia
- TMNT
- TNA iMPACT! Cross the Line
- To Love-Ru Trouble: Waku Waku! Rinkangakkō-Hen
- To-Fu Collection
- Tobidase! Kagaku-kun Chikyū Daitanken! Nazo no Chinkai Seibutsu ni Idome!
- Tōdai Shogi: Meijinsen Dojo DS
- Tōdō Ryūnosuke Tantei Nikki: Aen no Kōfune
- Tōdō Ryūnosuke Tantei Nikki: Kohakuiro no Yuigon
- TOEIC Test DS Training
- TOEIC Test Eitango: Speed Master
- TOEIC Test Kōsiki DS Training
- TOEIC Test Super Coach @DS
- Tōhai Densetsu - Akagi DS: Yami ni Maiorita Tensai
- Tokimeki Memorial Girl's Side: 1st Love
- Tokimeki Memorial Girl's Side: 1st Love Plus
- Tokimeki Memorial Girl's Side: 2nd Season
- Tokimeki Memorial Girl's Side: 3rd Story
- Tokumei Sentai Go-Busters
- Tokutei! Metabo Juku
- Tokutenryoku Gakushū DS: Chū 1 Kokugo
- Tokutenryoku Gakushū DS: Chū-1 Eigo
- Tokutenryoku Gakushū DS: Chū-1 Kokugo
- Tokutenryoku Gakushū DS: Chū-1 Sūgaku
- Tokutenryoku Gakushū DS: Chū-2 Eigo
- Tokutenryoku Gakushū DS: Chū-2 Kokugo
- Tokutenryoku Gakushū DS: Chū-2 Sūgaku
- Tokutenryoku Gakushū DS: Chū-3 Eigo
- Tokutenryoku Gakushū DS: Chū-3 Kokugo
- Tokutenryoku Gakushū DS: Chū-3 Sūgaku
- Tokutenryoku Gakushū DS: Chūgaku Chiri
- Tokutenryoku Gakushū DS: Chūgaku Kōmin
- Tokutenryoku Gakushū DS: Chūgaku Rekishi
- Tokutenryoku Gakushū DS: Chūgaku Rika 1 Bunya
- Tokutenryoku Gakushū DS: Chūgaku Rika 2 Bunya
- Tokyo Beat Down
- Tokyo Friend Park II DS
- Tokyo Majin Gakuen: Kenfūchō
- Tokyo Odaiba Casino
- Tokyo Shōkō Kaigisho Kanshū: Kankyō Jidai no Kōshiki Kentei: Eco Kentei DS
- Tokyo Twilight Busters: Kindan no Ikenie Teito Jigokuhen
- Tom and Jerry Tales
- Tom Clancy's EndWar
- Tom Clancy's Splinter Cell: Chaos Theory
- Tomb Raider: Legend
- Tomb Raider: Underworld
- Tomodachi Collection
- Tomyka Hero: Rescue Force DS
- Tongari Bōshi to Mahō no Omise
- Tongari Bōshi to Oshare na Mahō Tsukai
- Tony Hawk's American Sk8land
- Tony Hawk's Downhill Jam
- Tony Hawk's Motion
- Tony Hawk's Proving Ground
- Toon-Doku
- Top Gun
- Top Model
- Top Model Academy
- Top Spin 2
- Top Spin 3
- Top Trumps: Doctor Who
- Top Trumps: Dogs and Dinosaurs
- Top Trumps: Horror and Predators
- Tornado
- Toshokan DS: Meisaku and Suiri and Kaidan and Bungaku
- Tossa no Keisanryoku Shunkan Sokutō: Keisan DS Training
- Totally Spies! 2: Undercover
- Totally Spies! 3: Agents secrets
- Totally Spies! 4 : Autour du monde
- Totally Spies ! Mon agenda secret
- Tottadoo! Yoiko no Mujintō Seikatsu
- Tottoko Hamtaro Nazo Nazo Q Kumonōe no ? Jō
- Touch Darts
- Touch de Manzai! Megami no Etsubo DS
- Touch de Ni-Hao Hitsudan
- Touch de Rakushō! Pachi-Slot Sengen: Rio de Carnival
- Touch de Tanoshimu Hyakunin Isshu: DS Shigureden
- Touch de Zuno! DS
- Touch Detective
- Touch Detective II
- Touch Dictionary
- Touch Mechanic
- Touch 'N' Play Collection
- Touch Panic
- Touch! Go-Stop DS
- TouchMaster
- TouchMaster 2
- TouchMaster 3
- TouchMaster Connect
- Tout pour réussir : CP
- Tout pour réussir : CE1
- Tout pour réussir : CE2
- Tout pour réussir : CM1
- Tout pour réussir : CM2
- Tout savoir : Grande Section Maternelle
- Tout savoir : CP
- Tout savoir : CE1
- Tout savoir : CE2
- Tout savoir : CM1
- Tout savoir : CM2
- Tout savoir : 6ème
- Tout savoir : 5ème
- Tout savoir : 4ème
- Tout savoir : 3ème
- Tower DS, The
- Toy Shop
- Toy Story 3
- TrackMania DS
- TrackMania Turbo
- Transformers, le jeu (Autobots et Decepticons)
- Transformers : La Revanche  (Autobots et Decepticons)
- Transformers 3 : La Face cachée de la Lune (Autobots et Decepticons)
- Transformers Animated: The Game
- Transformers: Prime - The Game
- Transformers : La Guerre pour Cybertron (Autobots et Decepticons)
- Trash Pack, The
- Trauma Center: Under the Knife
- Trauma Center: Under the Knife 2
- Travel Coach: Europe 1
- Travel Coach: Europe 2
- Travel Coach: Europe 3
- Travel Games for Dummies
- Treasure Gaust: Gaust Diver Crimson Red
- Treasure Gaust: Gaust Diver Deep Blue
- Treasure Master
- Treasure Report: Kikai Jikake no Isan
- Treasure World
- Treasures of Montezuma, The
- Treasures of Montezuma 2, The
- Trick DS-ban: Kakushi Kami no Sumu Yakata
- Trioncube
- Tron: Evolution - Les Batailles du damier
- Tropical Lost Island
- Tropix!
- Trump, The
- Tsubasa Chronicle
- Tsubasa Chronicle Vol. 2
- Tsukibito
- Tsumiki: Block Drop Mania
- Tube Mania
- Turbo: Super Stunt Squad
- Turn It Around
- TV Anime Fairy Tail: Gekitô! Madôshi Kessen
- Twilight Syndrome: Kinjiratera Toshi Densetsu

## U
- U-Can Pen Ji Training DS
- Uchi no 3 Shimai DS
- Uchi no 3 Shimai DS 2: 3 Shimai no Dekake Daisakusen
- Uchi no 3 Shimai no Karaoke Utagassen
- Uchida Yasuō DS Mystery: Meitantei Asami Mitsuhiko Series: Fukutoshin Renzoku Satsujin Jiken
- Uchū o Kakeru Shōjo Shooting
- Ukkari o Nakusō! Bunshō Yomi Training
- Ultimate Band
- Ultimate Card Games
- Ultimate Game Room
- Ultimate Mortal Kombat
- Ultimate Puzzle Games: Sudoku Edition
- Ultimate Spider-Man
- Umezawa Yukari no Yasashii Igo
- Umibe de Reach! DS
- Umihara Kawase Shun: Second Edition - Kanzenban
- Umiuru to Sudoku Shiyo!
- Undercover : Mène ton enquête
- Underground Pool
- Underwater Attack
- Unknown Soldier: Mokuba no Hōkō
- Uno / Skip-Bo / Uno Freefall
- Uno 52
- Unō Ikusei: IQ Breeder - Pet to Nakayoku IQ Lesson
- Unōno Tatsujin: Hirameki Kosodate My Angel
- Unō no Tatsujin: Sōkai! Machigai Museum 2
- Unō Tanren UnoTan DS: Shichida Shiki Otona no Shun Kan Training
- Unsolved Crimes : Affaires non classées
- Uranai Demo Shite Miyōka DS
- Urbz, Les : Les Sims in the City
- Urusei Yatsura: Endless Summer
- USA Today: Crossword Challenge
- USA Today: Puzzle Craze
- Usavich: Game no Jikan
- Utacchi!!
- Utsukushii Nihongo no Kakikata Hanashikata DS
- Uwasa no Midori-kun!! Natsu Iro Striker
- Uwasa no Midori-kun!! 2 Futari no Midori!?

## V
- Valkyrie Profile: Covenant of the Plume
- Vampire Knight DS
- Vampire Legends: Power of Three
- Vampire Mansion: Linda Hyde
- Vampire Moon: The Mystery of the Hidden Sun
- Vegas Casino
- Veggy World
- Victorious: Hollywood Arts Debut
- Victorious: Taking the Lead
- Vie d'Emma, La : Infirmière de choc
- Vie d'Emma, La : Ma clinique pour chiens
- Vie d'Emma, La : Mon journal intime
- Vie d'Emma, La : Mon refuge pour animaux
- Vie d'Emma, La : Super Star
- Viewtiful Joe: Double Trouble!
- Violetta : Rythme et Musique
- Virtual Villagers: A New Home
- Vitamin X Evolution
- Vitamin Y
- Viva Piñata: Pocket Paradise
- Voca Mania
- Voisin d'enfer !, Un
- Volt, star malgré lui

## W
- Wakabayashi Fumie no DS Kabu Lesson
- Waku Waku DS 1 Nensei
- WALL-E
- Wan Nyan Dōbutsu Byōin
- Wantame Music Channel: Doko Demo Style
- Wantame Uranai Channel
- Wantame Variety Channel
- Wappy Dog
- Warhammer 40,000: Squad Command
- Wario: Master of Disguise
- WarioWare: D.I.Y.
- WarioWare: Touched!°
- Warning : Code de la route
- Watashi no Cake-Ya-San: Happy Patissier Life
- Watashi no Happy Manner Book
- Watashi no Relaxuma
- Wedding Dash
- Wedding Planner: Dream Weddings Guaranteed
- Western Riding Academy
- Whac-A-Mole
- What's Cooking? with Jamie Oliver
- Wheel of Fortune
- Where in the World is Carmen Sandiego? Mystery at the End of the World
- Who Wants to Be a Millionaire: 2nd Edition
- Who Wants to Be a Millionaire: 3rd Edition
- Wickie und die starken Manner
- Wickie und die starken Manner Teil 2: Wiedersehen in Flake
- Wiffle Ball
- Wi-Fi Taiō Morita Shogi DS
- Wi-Fi Taiō Yakuman DS
- Wi-Fi Taiō: Gensen Table Game DS
- Wild West, The
- Will O' Wisp DS
- Windy X Windam
- Wine no Hajimekata DS
- Winner's Circle
- WinneToons: Die Legende vom Schatz im Silbersee
- Winter in Blue Mountain
- Winter Sports 2: The Next Challenge
- Winter's Tail
- Winx Club Secret Diary 2009
- Winx Club: Believix in You
- Winx Club: Magical Fairy Party
- Winx Club: Mission Enchantix
- Winx Club: Quest for the Codex
- Winx Club: Rockstars
- Winx Club: Saving Alfea
- Winx Club: Your Magic Universe
- Wipeout: The Game
- Wipeout 2
- WireWay
- Witches and Vampires: The Secrets of Ashburry
- Witch's Wish
- Wizard of Oz, The: Beyond the Yellow Brick Road
- Wizardry Asterisk: Hiiro no Fūin
- Wizardry: Bōkyaku no Isan
- Wizardry: Seimei no Kusabi
- Wizards of Waverly Place: Spellbound
- WiZmans World
- Wonder Pets! The,: Save the Animals!
- Wonder World Amusement Park
- Woodleys, The: Summer Sports
- Word Up
- Wordmaster
- Working Dawgs: Rivet Retriever
- World Championship Games: A Track and Field Event
- World Championship Poker: Deluxe Series
- World Championship Spelling
- World Championship Sports Summer
- World Cup of Pool
- World Ends with You, The
- World of Zoo
- World of Golden Eggs, The: Nori Nori Uta Dekichatte Kei
- World Series of Poker 2008: Battle for the Bracelets
- World Snooker Championship: Season 2007-08
- Worms: Open Warfare
- Worms: Open Warfare 2
- WWE SmackDown vs. Raw 2008
- WWE SmackDown vs. Raw 2009
- WWE SmackDown vs. Raw 2010

## X
- X-Men, le jeu officiel
- X-Men: Destiny
- X-Men Origins: Wolverine
- Xenosaga I + II
- XG Blast!
- Xiaolin Showdown
- Xia-Xia

## Y
- Yakitate!! Ja-pan
- Yakuman DS
- Yamaha Supercross
- Yamakawa Shuppansha Kanshū: Shōsetsu Nihonshi DS
- Yamakawa Shuppansha Kanshū: Shōsetsu Nihonshi B: Shin Sōgō Training Plus
- Yamakawa Shuppansha Kanshū: Shoōsetsu Sekaishi DS
- Yamakawa Shuppansha Kanshū: Shōsetsu Sakaishi B: Shin Sōgō Training Plus
- Yard Sale Hidden Treasures: Sunnyville
- Yareba Dekiru! THE Micro Step Gijutsu de Oboeru Eitango
- Yatsu Hakamura
- Yatterman DS: Bikkuridokkiri Daisakusen da Koron
- Yatterman DS 2: Bikkuridokkiri Animal Daibōken
- Yes! PreCure 5
- Yes! Precure 5 Go Go Zenin Shu Go! Dream Festival
- Yggdra Unison: Seiken Buyūden
- Yōda Farmer
- Yōda Legend: Curse of the Amsterdam Diamond
- Yōda Legend: The Golden Bird of Paradise
- Yōda Safari
- Yogi l'ours, le jeu vidéo
- Yokojiku de Manabu Sekai no Rekishi: Yoko-Gaku DS
- Yomesō de Yomenai Kanji DS
- Yoshi Touch and Go
- Yoshi's Island DS
- Yosumin. DS
- You Don't Know Jack
- Yozemi no Center Shōjun Series: Eigo Hen
- Ys Book I DS
- Ys Book II DS
- Ys Strategy
- Yū Yū Hakusho DS: Ankoku Bujutsukai Hen
- Yu-Gi-Oh! 5D's Stardust Accelerator: World Championship 2009
- Yu-Gi-Oh! 5D's World Championship 2010: Reverse of Arcadia
- Yu-Gi-Oh! 5D's World Championship 2011: Over the Nexus
- Yu-Gi-Oh! GX Card Almanac
- Yu-Gi-Oh! GX: Spirit Caller
- Yu-Gi-Oh! Nightmare Troubadour
- Yu-Gi-Oh! Duel Monsters World Championship 2007
- Yu-Gi-Oh! World Championship 2008
- Yukkuri Tanoshimi Taijin no Jigsaw Puzzle DS: Watase Seizō - Love Umi to Blue
- Yukkuri Tanoshimu Otona no Jigsaw Puzzle DS: Sekai no Meiga 1: Renaissance, Baroque no Kyoshō
- Yukkuri Tanoshimu Otona no Jigsaw Puzzle DS: Sekai no Meiga 2: Inshō-ha, Kōki Inshō-ha no Kyoshō
- Yume Neko DS
- Yume o Kanaeru Zō
- Yumeiro Patissiere: My Sweets Cooking
- Yūzai x Muzai

## Z
- Zac to Ombra: Maboroshi no Yūenchi
- Zaidan Hōjin Nippon Kanji Nōryoku Kentai Kyōkai Kyōryoku: Kanken DS Training
- Zaidan Hōjin Nippon Kanji Nōryoku Kentei Kyōkai Kōnin: KanKen DS
- Zaidan Hōjin Nippon Kanji Nōryoku Kentei Kyōkai Kōnin: KanKen DS 2 + Jōyō Kanji Jiten
- Zaidan Hōjin Nippon Kanji Nōryoku Kentei Kyōkai Kōnin: Kanken DS 3 Deluxe
- Zaidan Hōjin Nippon Kanji Nōryoku Kentei Kyōkai Kōshiki Soft: 250-Mannin no KanKen
- Zekkyō Senshi Sakeburein
- Zendoku
- Zenmai Zamurai
- Zenses Ocean
- Zenses Rainforest
- Zenses Zen Garden
- Zero Kara Hajimeru: Otona no 5-Kokugo Nyūmon
- Zero Kara Kantan Chūgokugo DS
- Zero Kara Kantan Kankokugo DS
- Zero-Yon Shin'ya, The
- Zettai Karen Children DS: Dai-4 no Children
- Zettai Onkan Otoda Master
- Zettai Zetsumei Dangerous Jiisan DS: Dangerous Sensation
- ZhuZhu Babies
- ZhuZhu Pets
- ZhuZhu Pets 2: Featuring The Wild Bunch
- ZhuZhu Pets: Kung Zhu
- ZhuZhu Pets: Quest for Zhu
- ZhuZhu Puppies
- Zintrus, Les
- Zoey 101: Field Trip Fiasco
- Zoids Dash
- Zoids Saga DS: Legend of Arcadia
- Zoids: Battle Colosseum
- Zombi Daisuki
- Zombie Crisis, The
- Zombies Seeker
- Zoo Hospital
- Zoo Keeper
- Zoo Quest: Puzzle Fun!
- Zoo Tycoon DS
- Zoo Tycoon 2 DS
- Zoobles! Spring to Life!
- Zorro: Quest for Justice
- Zubo
- Zuma's Revenge!°